# Tarja Turunen
Vous lisez un « bon article » labellisé en 2021.
Pour les articles homonymes, voir Turunen.
Tarja Soile Susanna Turunen-Cabuli, née le 17 août 1977, connue professionnellement sous le nom de Tarja Turunen ou simplement Tarja, est une auteure-compositrice-interprète de heavy metal finlandaise. Elle est une soprano lyrique qui possède une étendue vocale de trois octaves. Sa voix est souvent qualifiée comme étant « puissante et émouvante ». Elle est réputée pour sa maîtrise technique dans l'interprétation des musiques classique et metal.
Turunen étudie le chant à l'Académie Sibelius et à l'Université de musique de Karlsruhe. Elle est chanteuse de lied classique professionnelle et ancienne chanteuse du groupe de metal symphonique finlandais Nightwish, qu'elle fonde avec Tuomas Holopainen et Emppu Vuorinen en 1996. Leur combinaison de riffs de guitare saturée et rapide avec la voix dramatique et « opératique » de Turunen a rapidement permis au groupe d'atteindre une popularité critique et commerciale. Leur style de metal symphonique, surnommé « opéra metal », a inspiré de nombreux autres groupes de metal. Turunen est exclue du groupe le 21 octobre 2005, juste après la représentation du concert End of an Era, pour des raisons personnelles.
Elle commence sa carrière solo en 2006 avec la sortie d'un album de Noël intitulé Henkäys Ikuisuudesta. En 2007, elle sort My Winter Storm, un album mettant en vedette divers styles, dont le metal symphonique, puis commence le Storm World Tour, elle donne ainsi plusieurs concerts en Europe et joue dans de nombreux festivals de metal comme le Graspop Metal Meeting et le Wacken Open Air. À la fin de sa tournée, la chanteuse sort son troisième album, What Lies Beneath, qui est suivi par une tournée qui se termine en avril 2012. Son premier DVD live Act I, publié en août 2012, est filmé lors de cette tournée les 30 et 31 mars 2012 à Rosario, en Argentine. Elle lance le Colours in the Dark World Tour en octobre 2013 pour promouvoir son quatrième album, Colours in the Dark. Son deuxième DVD live est filmé lors du concert Beauty and the Beat en compagnie de Mike Terrana et sort en mai 2014. En septembre 2015, Tarja Turunen sort son premier album studio de musique classique, Ave Maria – En Plein Air. En août 2016, elle sort The Shadow Self précédant l'EP The Brightest Void sorti le 3 juin. En novembre 2017, elle publie son second album de Noël, From Spirits and Ghosts, reprenant des classiques de Noël réarrangés avec des influences gothiques. Son dernier album In the Raw, est sorti le 30 août 2019.
Turunen est l'une des chanteuses les plus populaires de son pays. Elle est élue voix de la Finlande par l'ancienne présidente du pays, Tarja Halonen, et est souvent invitée à participer aux émissions de télé-crochet de la télévision finlandaise ou comme jury pour des concours locaux. Elle est nommée six fois au prix des Emmas Awards et est, en 2009, nommée pour un Grammy Awards, en collaboration avec le groupe Schiller.

## Biographie

### Enfance et éducation musicale (1977-1995)

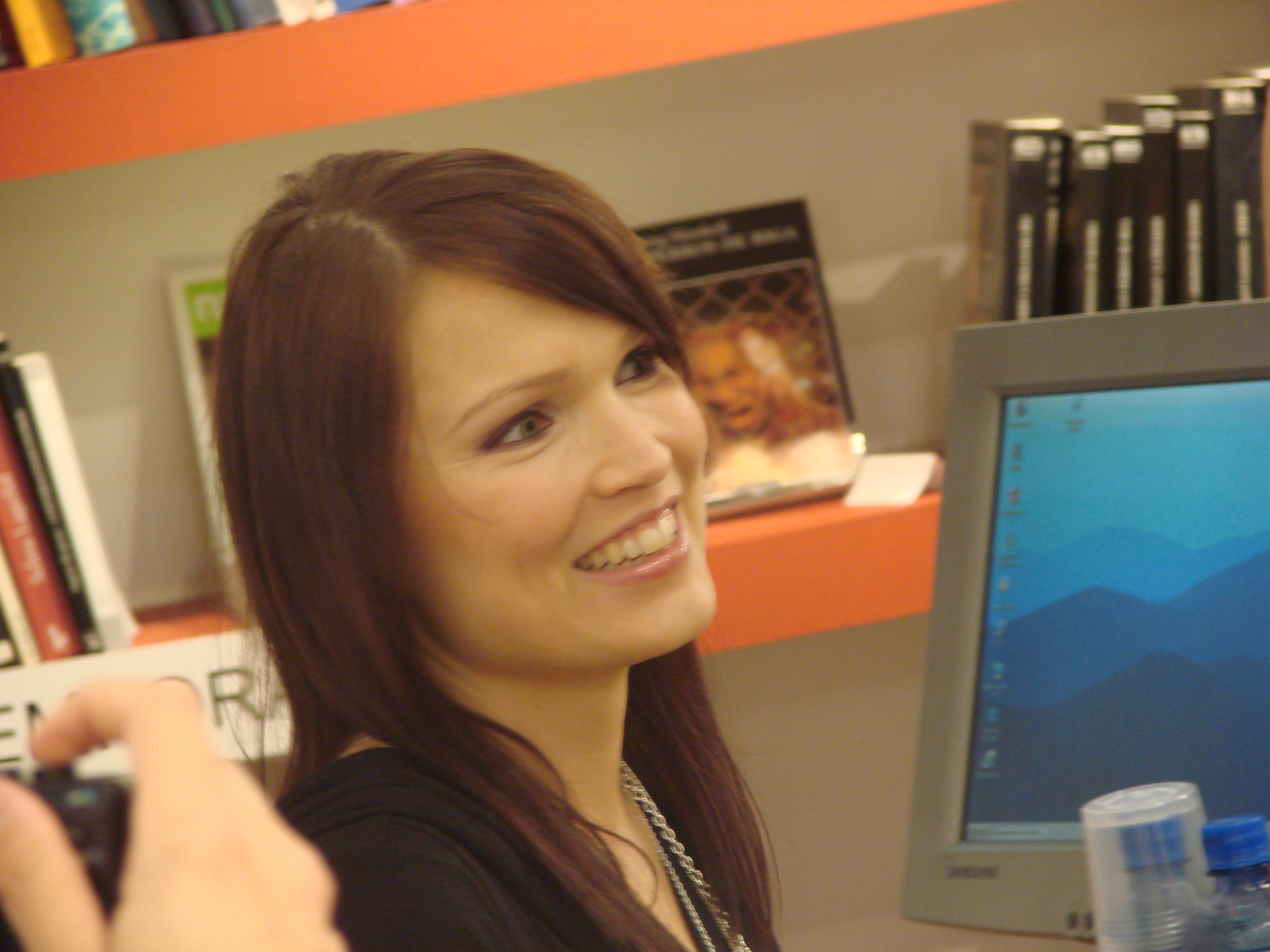
Tarja Turunen à la International Book Fair à Buenos Aires en 2007.

Tarja Turunen naît le 17 août 1977 dans le petit village de Puhos, près de Kitee, en Finlande. Elle a un frère aîné, Timo, et un frère cadet, Toni. Sa mère Ritva Sisko Marjatta (Hakkarainen) travaille dans l'administration de la ville et son père Teuvo Turunen est menuisier. À l'âge de trois ans elle chante la chanson Enkeli taivaan (version finlandaise de From Heaven Above to Earth I Come),, dans l'église de Kitee. Lors de la prestation la chanteuse oublie les paroles et les remplace par ses propres mots. Elle rejoint le chœur de l'église et commence à prendre des cours de chant. À six ans, elle apprend à jouer du piano,,,.
À l'école, Turunen se produit en tant que chanteuse pour plusieurs projets. Sa première professeur de piano Kirsti Nortia-Holopainen déclare : « Tarja était dans une école qui avait des gens très musicaux. À ce moment, elle a pu beaucoup se produire. Je pense qu'elle a chanté pour tous les évènements de son école ». Son professeur de musique, Plamen Dimov, explique plus tard : « si vous donniez à Tarja juste une note, elle la trouvait immédiatement. Avec les autres, vous deviez la rejouer trois, quatre, cinq fois ». À l'école, elle connaît de nombreux moments difficiles, car certaines filles, enviant sa voix, l'intimidaient,. Pour résoudre ce problème, Dimov organise des projets extrascolaires. À quinze ans, Turunen fait sa première grande apparition en tant que soliste lors d'un concert à l'église devant un millier de personnes. Au collège, elle commence à apprendre la flûte mais elle dira plus tard de l'instrument : « Je ne sais plus en jouer » avant d'ajouter « je ne le maîtrisais pas vraiment, en fait », mais « ça m'a permis de développer ma technique respiratoire ». En 1993, elle rentre à l'École Secondaire Supérieure d'Art et de Musique de Savonlinna,.
Pendant plusieurs années, Turunen interprète diverses chansons, dont de la musique soul d'artiste comme Whitney Houston ou Aretha Franklin,,. Plus tard, elle écoute les chansons de la chanteuse crossover classique Sarah Brightman, en particulier la chanson The Phantom of the Opera, et décide de se concentrer sur ce genre musical. À dix-huit ans, elle déménage à Kuopio pour étudier à l'Académie Sibelius où elle perfectionne ses compétences en chant lyrique en faisant de la musique de chambre,.

### Avec Nightwish (1996-2005)

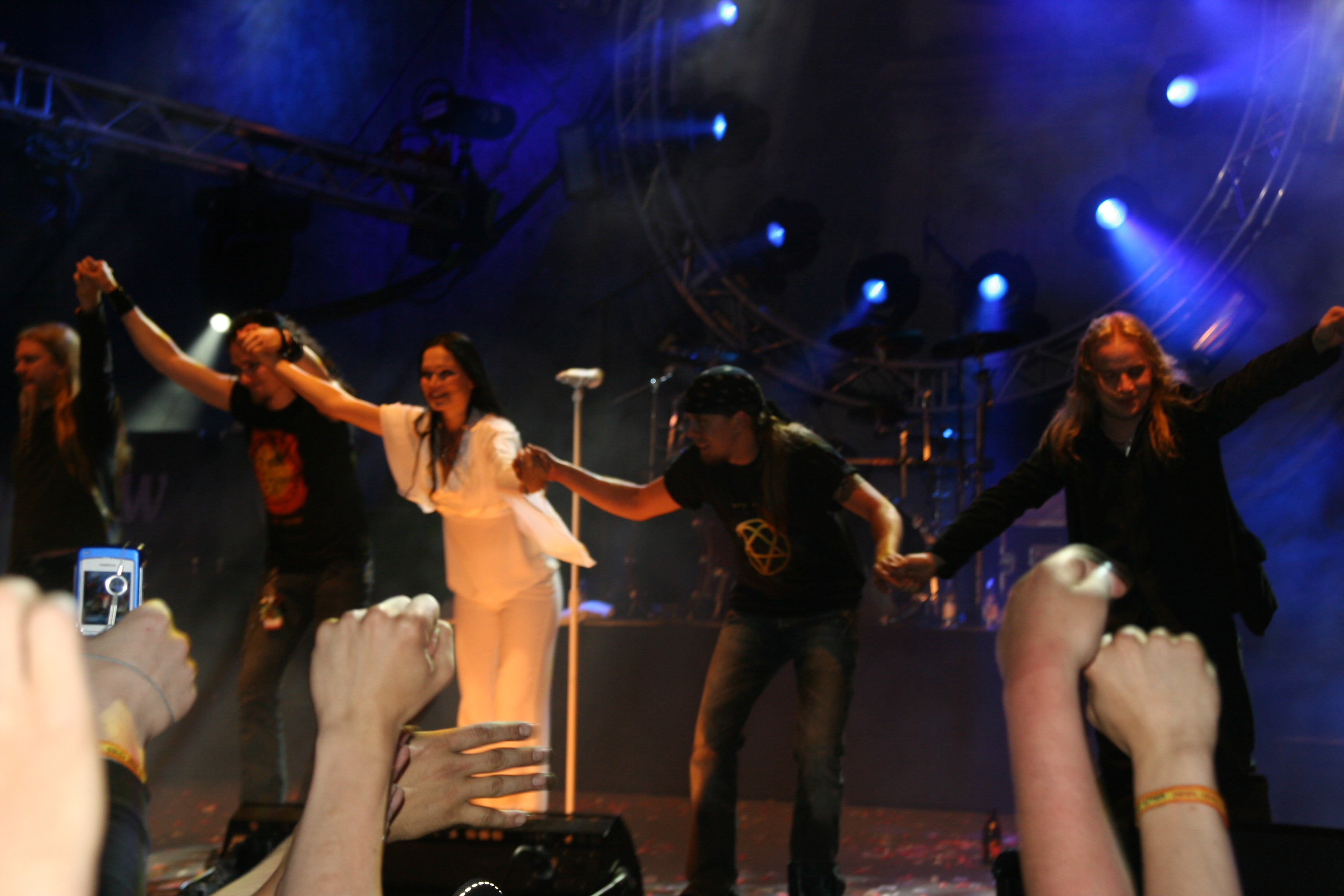
Turunen avec Nightwish au festival Himos à Jämsä (Finlande), le 25 juin 2005.

En décembre 1996, son ancien camarade de classe Tuomas Holopainen l'invite à rejoindre son nouveau projet de musique d'ambiance acoustique ; proposition qu'elle accepte immédiatement,,. Lors de la session d'enregistrement de leur première démo, Holopainen se rend compte qu'en raison de ses cours de chant classique, la voix de Turunen est devenue beaucoup plus puissante qu'il ne s'en souvenait. Durant les répétitions suivantes du groupe, Emppu Vuorinen utilise une guitare électrique au lieu d'une guitare acoustique en estimant que cela accompagnerait mieux sa voix. Tuomas Holopainen explique plus tard que les membres du groupe ont progressivement réalisé que la voix de Turunen était devenue trop dramatique pour faire de la musique d'ambiance acoustique. Ils ont fini par conclure que la musique devait être également plus puissante pour aller avec sa voix. C'est pourquoi Holopainen décide que Nightwish deviendrait un groupe de metal,.
Le groupe enregistre alors une deuxième démo en septembre 1997 avec des chansons « plus explosives et dramatiques ». Tuomas Holopainen utilise cette production pour convaincre le label finlandais Spinefarm Records de publier leur premier album, Angels Fall First,. Celui-ci arrive dans le top 40 des charts finlandais et est une surprise pour le label qui ne plaçait pas de gros espoir dans l'album,. Nightwish commence alors leur première tournée The First Tour of the Angels. Cette même année, Turunen participe pour la première fois au festival d'opéra de Savonlinna, en interprétant des chansons de Wagner et Verdi,.
En raison de son engagement dans le groupe, Turunen n'est plus en mesure de se concentrer suffisamment sur sa scolarité et est obligé d'interrompre ses études universitaires. En 1998, Nightwish publie leur deuxième album, Oceanborn. Cet album se sépare des éléments de la musique ambiant et folk pour se concentrer sur le mélange entre le clavier et les guitares saturés, tout en mettant en avant la voix dramatique de la jeune chanteuse,. En plus du Oceanborn Europe Tour en 1999, Turunen est invitée à chanter un solo dans le ballet rock de Waltari : Evankeliumi, également connu sous le nom d'Evangelicum. Elle participe à dix représentations à guichets fermés dans le rôle d'un ange gardien à l'opéra national de Finlande. En 2000 et 2001, Nightwish enregistre Wishmaster et Over the Hills and Far Away puis tourne durant le Wishmaster World Tour en Europe et en Amérique du Sud,,. Pendant la tournée, Turunen rencontre Marcelo Cabuli, homme d'affaires argentin et patron du label argentin NEMS Enterprises, qu'elle épouse en 2003,.

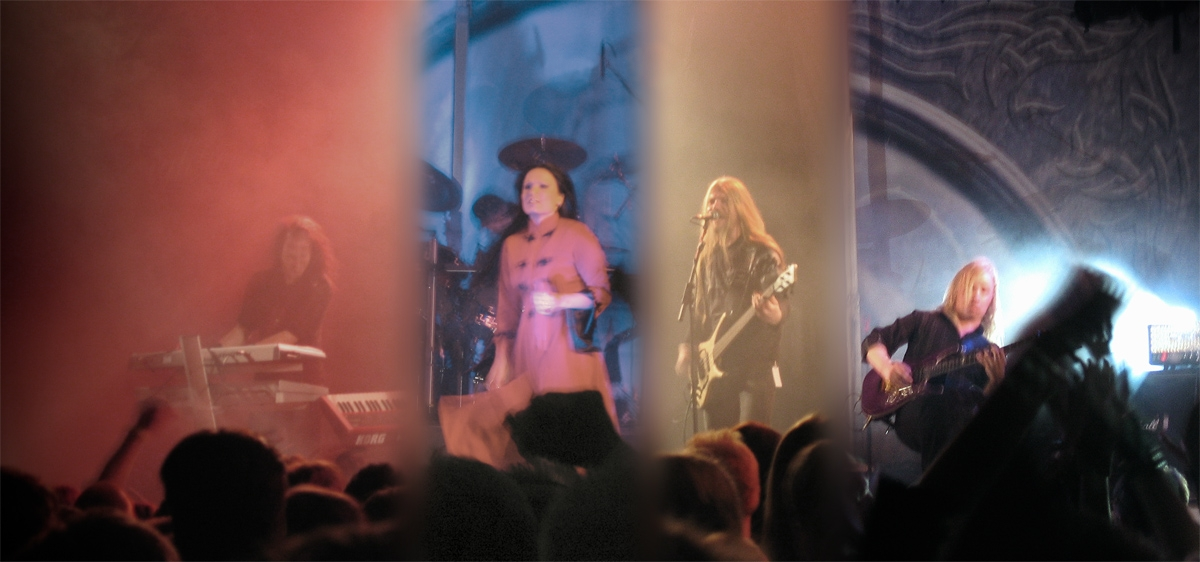
Turunen avec Nightwish à Kitee, en Finlande, le 22 mai 2004 lors du Once Upon a Tour.

Turunen s'inscrit en 2000 à l'université de musique allemande Hochschule für Musik Karlsruhe pour obtenir une qualification professionnelle en tant que soliste avec une spécialisation en chant artistique. Outre la bonne réputation de l'université, elle choisit d'aller au conservatoire de musique de Karlsruhe car beaucoup de personnes de l'université finlandaise ne la prenaient pas au sérieux en tant que chanteuse classique en raison de son engagement dans un groupe de metal,,. Là-bas, elle enregistre le chant pour l'album Century Child de Nightwish, sorti en 2002, et pour celui de Beto Vázquez Infinity,,. Comme pour les autres albums, Tuomas Holopainen écrit les morceaux et lui envoie par courrier les paroles et les démos instrumentales préenregistrées. En les écoutant, Turunen écrit ses parties vocales ainsi que les passages des chœurs.
En 2002, Turunen tourne en Amérique du Sud lors de sa série concerts de lied, Noche Escandinava, dans des salles à guichets fermés. Elle commence ensuite avec Nightwish une épuisante tournée mondiale, le World Tour of the Century, pour promouvoir Century Child. Le groupe fait une pause après la tournée ce qui permet à Turunen de retourner à Karlsruhe pour terminer ses études. Après leur pause, Nightwish enregistre l'album Once, publié en mai 2004. Once devient disque de platine en Finlande et en Allemagne et est l'album le plus vendu dans toute l'Europe en juillet 2004,,. Le groupe joue ses nouveaux morceaux durant le Once Upon a Tour en 2004 et 2005.
Pour Noël 2004, Turunen sort son premier single solo, Yhden enkelin unelma (One Angel's Dream), qui devient disque d'or puis de platine dans son pays natal. À Noël 2005, le single fait une nouvelle entrée arrivant à la première position des charts finlandais. Au printemps 2005, elle prépare le duo Leaving You for Me, une collaboration avec Martin Kesici, accompagné d'un clip vidéo.

### Rupture (2005)

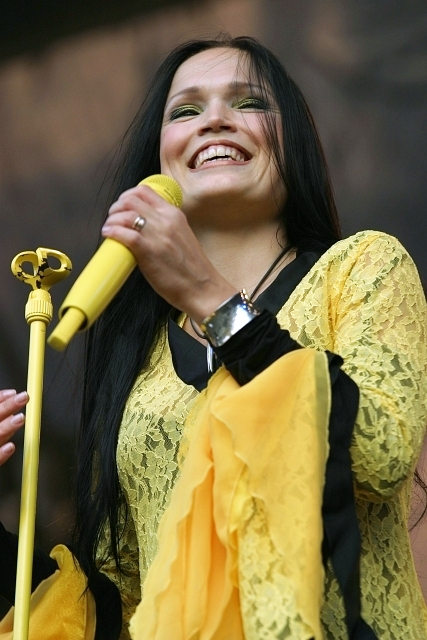
Turunen tourne pour la dernière fois avec Nightwish durant le Once Upon a Tour avant d'être expulsée du groupe en 2005.

Le premier changement dans la composition de Nightwish a lieu en septembre 2001 lorsque le bassiste Sami Vänskä est licencié par Tuomas Holopainen qui n'est plus en mesure de continuer à travailler avec lui, voyant que les désaccords musicaux entre eux posent des problèmes pour le groupe,. Au cours des années suivantes, la relation entre Holopainen et le mari et manager de Turunen, Marcelo Cabuli, finit par se détériorer. Cette mésentente affecte aussi sa relation avec la chanteuse. Lors d'une réunion du groupe après le concert à Oberhausen en décembre 2004, Tarja Turunen informe ses coéquipiers qu'elle envisage de quitter le groupe mais souhaite enregistrer un album de plus avec eux tout en participant à la tournée suivante, prévue pour 2006-2007. Selon son mari, Turunen accepte de ne pas rendre publique sa décision et ne sortira son premier album solo qu'après celui de Nightwish. Après le dernier concert du Once Upon a Tour, le 21 octobre 2005, et qui sort en CD/DVD sous le nom de End of an Era, Holopainen et les autres membres du groupe informent Turunen, dans une lettre ouverte, que le groupe ne souhaite plus travailler avec elle, l'accusant d'avoir adopté un comportement de diva, tout en étant devenue cupide : 

« Pour toi, malheureusement, les affaires, l'argent et les choses qui n'ont rien à voir avec les émotions sont devenus beaucoup plus importants. »

À la suite de la scission et, en raison des allégations causées par la déclaration des autres membres du groupe, la personnalité et le caractère de Turunen font l'objet d'une couverture médiatique importante,. Tarja Turunen répond sur son site web et par de nombreux entretiens dans lesquels elle explique son point de vue,,. Elle déclare être bouleversée qu'après neuf ans de collaboration, Tuomas Holopainen et les autres membres de Nightwish aient annoncé la séparation via une lettre ouverte,. En raison de l'intérêt continu des médias, Marcelo Cabuli publie un message à propos de la situation sur le site web de Turunen en février 2006 demandant à quiconque ayant des questions de les lui envoyer par courriel. En juin 2006, il publie une longue réponse liées aux accusations sur la cupidité de sa femme, expliquant que le groupe s'était mis d'accord sur la répartition des gains dans un contrat lors de la formation de Nightwish,. Sur la base de ce contrat, chaque membre doit recevoir une part fixe de 20 % grâce aux revenus du groupe. Marcelo Cabuli déclare que contrairement aux autres, Turunen ne s'est jamais battue pour des redevances supplémentaires d'auteur-compositeur. 

« Bien sûr, dans son cas, l'argent n'est pas ce qui compte le plus à ses yeux [...] Si vous souhaitez vérifier quel membre du groupe gagne le plus par rapport aux autres, vous serez surpris ! »

— Marcelo Cabuli
Malgré les circonstances de la séparation, l'appréciation par Holopainen de la chanteuse en tant qu'artiste reste la même. Il explique ensuite que pour le groupe, il ne recherche pas une chanteuse de formation similaire pour succéder à Turunen, car il la considère comme extraordinairement douée dans son genre et donc irremplaçable. Turunen déclare dans différentes interviews être très fière de sa carrière avec Nightwish. Elle ajoute que les autres membres sont extrêmement talentueux et souhaite tout le meilleur à eux et leur nouvelle chanteuse Anette Olzon,.

### Noche Escandinava (depuis 2001)
En 2001, Tarja Turunen fonde un groupe musical appelé Noche Escandinava aux côtés de ses amis Marjut Paavilainen et Ingvild Storhaug, et avec désormais la participation d'Izumi Kawakatsu et Juha Koskela,. L'objectif des membres de ce projet est de diffuser la musique finlandaise dans les pays latino-américains. Le groupe fait deux tournées en 2002 et 2004. Le groupe sort un seul CD, enregistré en live à Buenos Aires, en Argentine, le 24 avril 2004, intitulé Noche Escandinava II - A Finnish Evening from Buenos Aires.

### Carrière solo (depuis 2005)

#### Henkäys Ikuisuudesta(2005-2006)

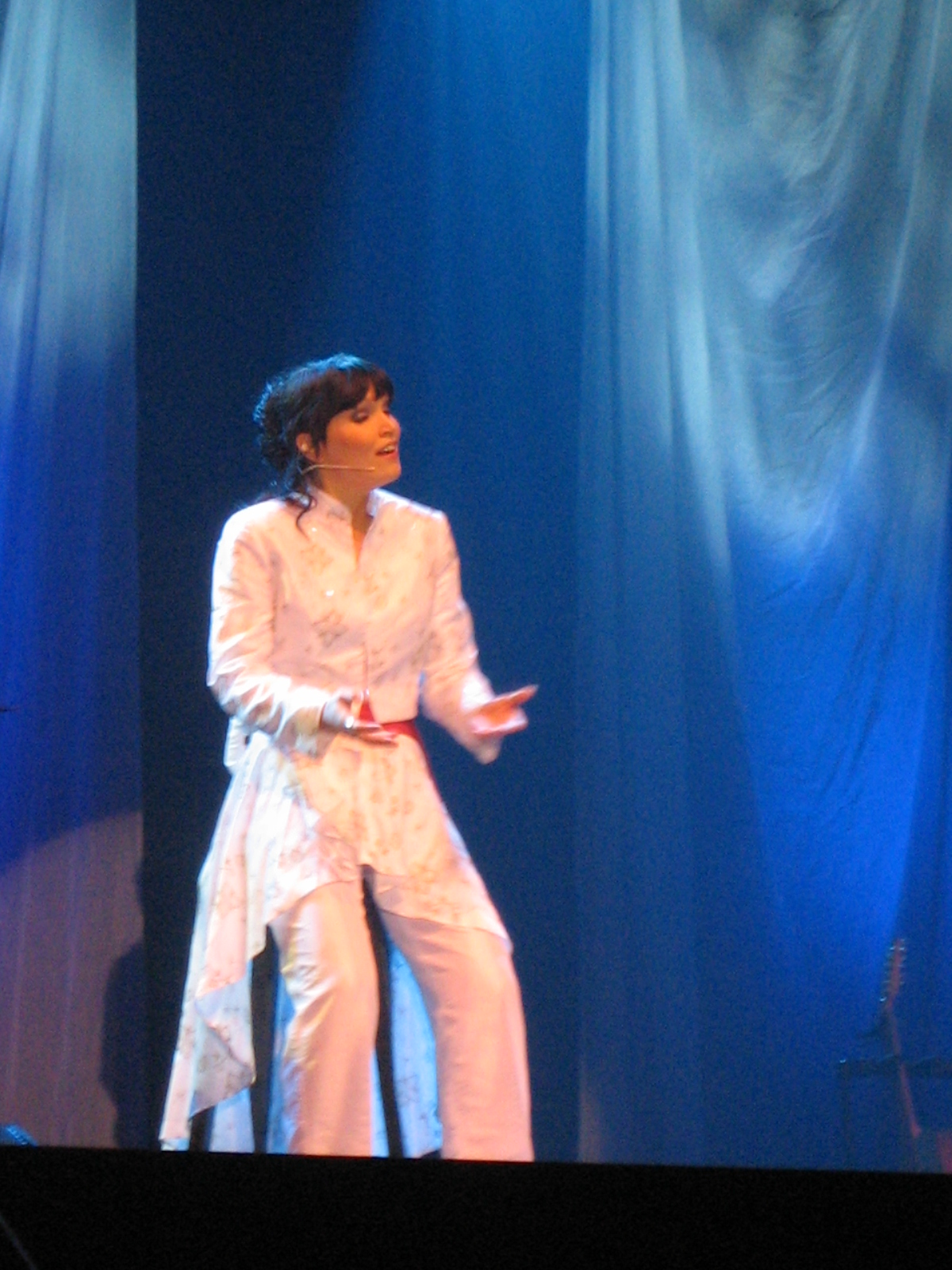
Turunen durant un concert de Noël à Lahti en Finlande, le 12 décembre 2006.

Fin 2005, Tarja Turunen donne plusieurs concerts de musique classique en Finlande, en Allemagne, en Espagne et en Roumanie. Pour l'année 2006, la chanteuse s'attendait à participer à un autre album de Nightwish ainsi qu'à la tournée promotionnelle, tout en s'occupant de la sortie de son premier album de Noël Henkäys Ikuisuudesta. Turunen rejoue au festival d'opéra de Savonlinna en juillet 2006, cette fois en tant qu'invitée d'honneur. Lors du concert, elle chante aux côtés du ténor finlandais Raimo Sirkiä et est accompagné par l'orchestre symphonique de Kuopio. Turunen interprète des airs classiques comme O mio babbino caro de Puccini, Libiamo ne 'lieti calici et La traviata de Verdi et quelques chansons d'Andrew Lloyd Webber — dont Don't Cry for Me Argentina et Phantom of the Opera en duo avec Raimo Sirkiä — ainsi que d'autres auteurs,,.
Henkäys Ikuisuudesta est très bien reçu par la critique à sa sortie et prend la deuxième position des albums finlandais les plus écoutés en atteignant le statut de double disque de platine,. Une tournée promotionnelle est réalisée entre novembre et décembre 2006 en Finlande. En novembre, Turunen chante au concert de charité Tomorrow's Child accompagnée du chœur de Tapiola, les bénéfices allant pour la collecte de fonds pour l'enfance de l'UNICEF. Le 6 décembre 2006, elle donne un grand concert au Sibelius Hall à Lahti, en Finlande, qui est diffusé en direct par la chaîne finlandaise YLE TV2 devant 450 000 téléspectateurs. Grâce à ses concerts de Noël, elle est nommée « meilleur soliste de 2006 » lors de la cérémonie finlandaise des prix Emma. L'année suivante, Turunen enregistre le morceau In the Picture pour la compilation de Nuclear Blast Into the Light.

#### My Winter Storm(2006-2009)
En août 2006, Tarja Turunen commence à travailler sur son deuxième album solo, My Winter Storm, qui marque le début de sa carrière solo. Pour la première fois la chanteuse écrit ses propres chansons. Elle est alors soutenue par de nombreux auteurs-compositeurs professionnels. Le chœur et les arrangements orchestraux sont écrits par le compositeur de musique de film James Dooley,. Turunen sort My Winter Storm le 19 novembre 2007. Cette deuxième production met en vedette différents styles musicaux dont le metal symphonique avec chant classique. L'album, qui se retrouve à la première place des charts finlandais,, devient disque de platine en Finlande et disque d'or en Russie, en Allemagne et en Tchéquie,,. Elle est nommée pour un Echo dans la catégorie « meilleure nouvel artiste » et reçoit un prix Emma dans la catégorie « meilleur artiste finlandais ».

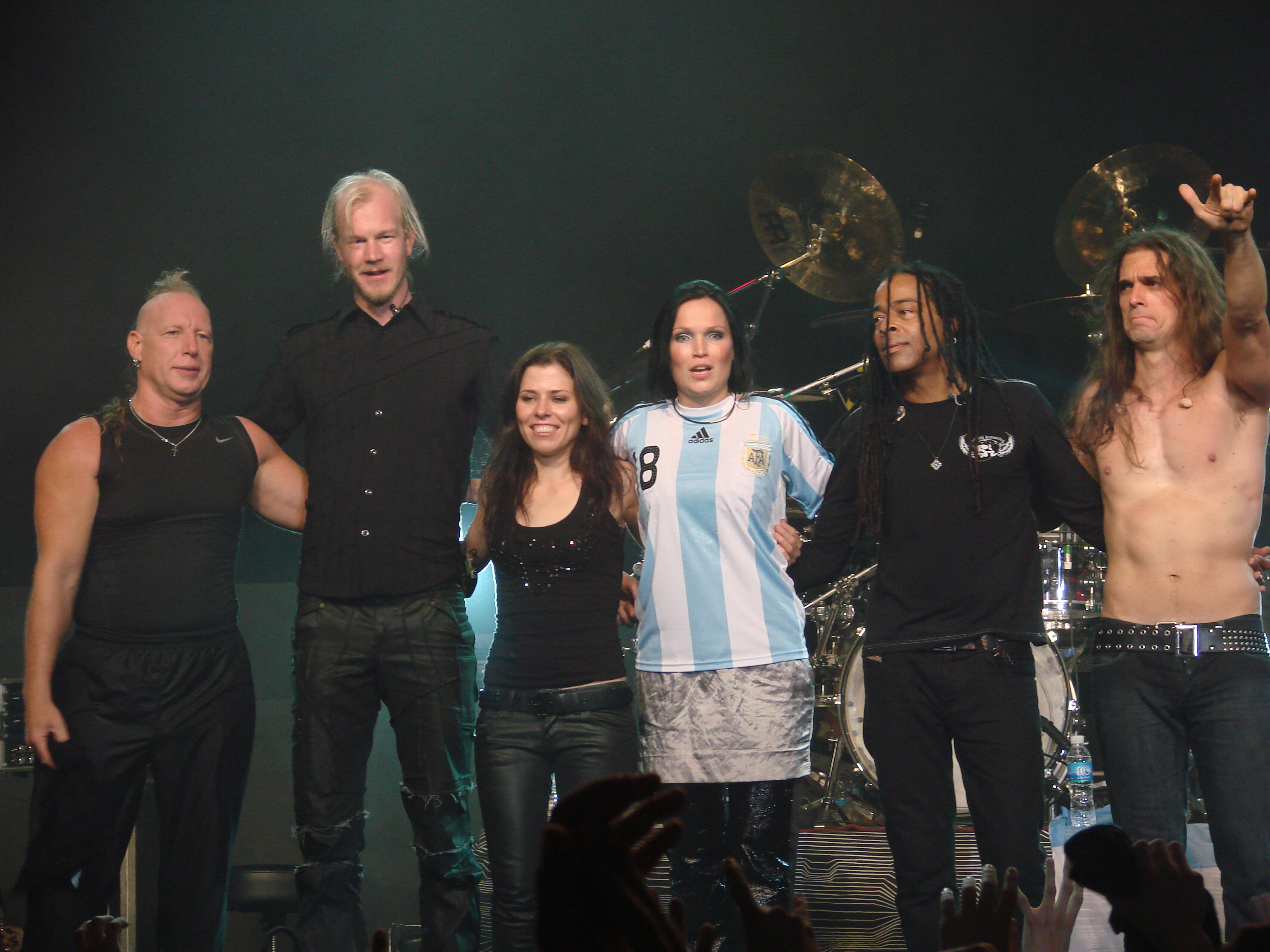
Pour le Storm World Tour, la chanteuse s'entoure de nombreux musiciens, comme ici de gauche à droite : Mike Terrana, Max Lilja, Maria Ilmoniemi, Doug Wimbish et Kiko Loureiro.

Le 25 novembre 2007, Turunen lance le Storm World Tour pour promouvoir l'album. Elle donne en tout 95 concerts à travers l'Europe, l'Amérique du Nord et du Sud. Pendant la tournée, Turunen est invitée dans de nombreux festivals comme le Wave-Gotik-Treffen à Leipzig, le Metal Female Voices Fest en Belgique et le festival Gods of Metal en Italie. La tournée se termine en octobre 2009 à l'O2 Academy Islington à Londres. En décembre 2008, elle publie au Royaume-Uni l'EP The Seer, incluant un duo avec la chanteuse allemande Doro Pesch, qui est suivi par une nouvelle édition de My Winter Storm en janvier 2009. Cette réédition présente des versions live ou remixées des chansons de l'album. Le remixe pour la chanson Lost Northern Star est réalisé par Peter Tägtgren du groupe Pain,.
Le groupe accompagnant Tarja Turunen pour le Storm World Tour est composé de quelques musiciens qui — comme Kiko Loureiro de Angra, Alex Scholpp des Farmer Boys et Doug Wimbish — ont déjà travaillé avec Turunen lors des enregistrements studio ou de l'écriture des chansons de My Winter Storm. Elle est rejoint ensuite par Max Lilja (ex-Apocalyptica), Mike Terrana et Maria Ilmoniemi ; cette dernière a déjà collaboré avec Turunen lors de ses concerts de Noël en 2006,. Mike Terrana et elle se rencontrent pour la première fois en 1999 lorsque Nightwish fait l'ouverture de Rage, l'ancien groupe de Terrana. Turunen fait participer son frère, Toni Turunen, sur certaines chansons, dont la reprise de The Phantom of the Opera. Oliver Holzwarth, musicien de tournée de Blind Guardian, les rejoint plus tard afin de remplacer, à la basse, Doug Wimbish car celui-ci doit retourner jouer avec son groupe principal Living Colour.
Tarja Turunen termine l'année 2008 comme invitée spéciale pour l'émission Les 25 ans de carrière de Doro Pesch en Allemagne. Pendant le concert, les deux chanteuses interprètent en duo les chansons The Seer et Walking with the Angels. La dernière citée fera partie de l'album Fear No Evil de Doro Pesch, sorti début 2009. Le 24 octobre 2008, la chanteuse annonce être nommée pour un Grammy Awards dans la catégorie « chanson de l'année » grâce à sa collaboration avec Schiller sur le morceau Tired of being alone. Le 23 février 2009, elle sort le single Enough qui, initialement, doit être accompagné par un clip vidéo mais qui est annulé par faute de temps lors de montage final,. Turunen contribue également à trois chansons pour l'album caritatif de Noël finlandais Maailman kauneimmat joululaulut sorti en novembre 2009,. En décembre 2009, elle enregistre un duo avec Klaus Meine pour la chanson The Good Die Young de l'album Sting in the Tail de Scorpions.

#### What Lies Beneath(2010-2012)

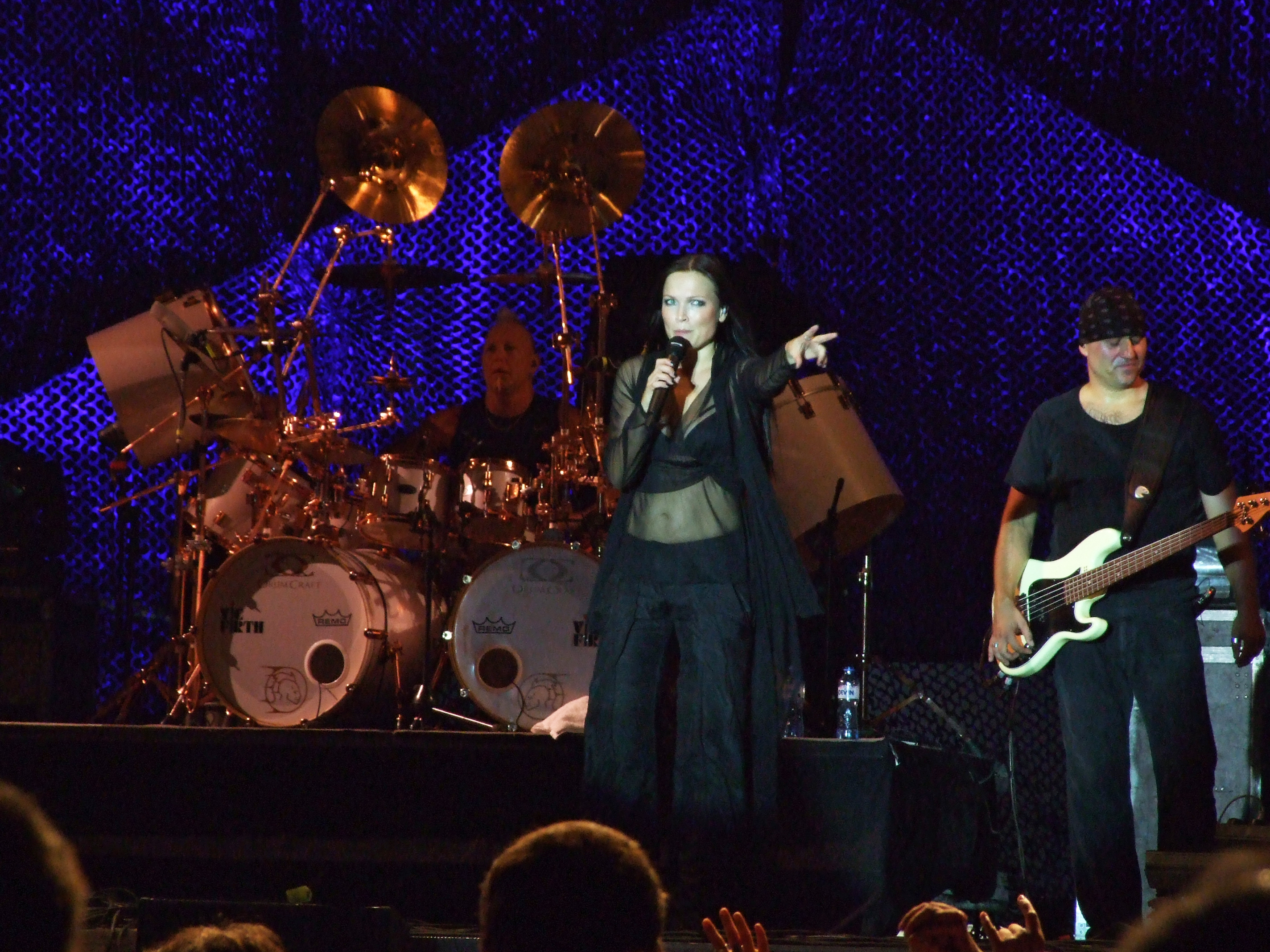
Turunen le 23 juillet 2010, en concert à Kavarna en Bulgarie.

Tarja Turunen enregistre son troisième album, What Lies Beneath, dans les studios Petrax à Hollola, en Finlande, entre 2009 et 2010. Le 19 juillet 2010, un tout premier single, Falling Awake, est publié,. Il est suivi les 27 et 30 août par les singles I Feel Immortal et Until My Last Breath, qui sont accompagnés de clip vidéo. L'album sort le 1er septembre 2010 et combine des éléments de la musique metal avec des éléments classiques dans une approche hors normes. Contrairement à My Winter Storm, Turunen produit elle-même l'album et participe à la composition de toutes les chansons du CD. What Lies Beneath se place dans les charts de 18 pays, arrive en 1er place des charts italien, en 4e place des charts allemand et en 7e place des charts finlandais. Il est le premier succès majeur de Turunen aux États-Unis, atteignant la 24e place des Top Heatseekers américains.
La chanteuse lance le What Lies Beneath World Tour le 12 juin 2010, et celui-ci dure jusqu'au 8 avril 2012. La tournée promotionnelle comprend de nombreuses dates dans des festivals de musique rock comme le Graspop Metal Meeting. Des concerts spéciaux sont organisés au Miskolc Opera Festival et au Masters of Rock où Turunen se produit accompagnée d'un orchestre complet,,. Elle joue au Wacken Open Air le 7 août 2010, avant la sortie son l'album. Il s'agit du tout premier concert au Wacken Open Air de la chanteuse en tant qu'artiste solo depuis ceux avec Nightwish en 2000, 2001 et 2005. En 2010, elle accompagne Alice Cooper lors de sa tournée allemande Theatre of Death Tour.
Le 17 juillet 2011, Tarja Turunen chante de nouveau au festival d'opéra de Savonlinna en compagnie de José Cura et de l'orchestre symphonique de Kuopio. Le 12 août 2011, la chanteuse annonce, sur son site officiel, lancer un projet appelé Harus avec les musiciens finlandais Kalevi Kiviniemi (orgue), Marzi Nyman (guitare) et Markku Krohn (percussions). Dans ce projet, Turunen souhaite se concentrer entièrement sur ses racines classiques. À l'hiver 2011, un CD et un DVD avec cette formation sont publiés sous le titre In Concert - Live At Sibelius Hall.
En mars 2012, Turunen remporte le titre de « meilleur crossover d'Europe » avec plus de 100 000 votes. Le 24 août 2012, la chanteuse sort son premier album live, Act I: Live in Rosario. Le live est tourné durant son concert au Teatro El Círculo à Rosario, en Argentine. Pendant le concert la chanteuse interprète les chansons de ses trois premiers albums et chante de nombreuses reprises dont le titre Nemo qui l'avait rendue célèbre à l'époque de Nightwish.
Mike Oldfield et Torsten Stenzel l'invitent à chanter sur leur nouveau morceau Never Too Far. La chanson est comprise dans l'album de remix, Tubular Beats, qui sort le 1er février 2013,.

#### Colours in the DarketBeauty and the Beat(2013-2014)

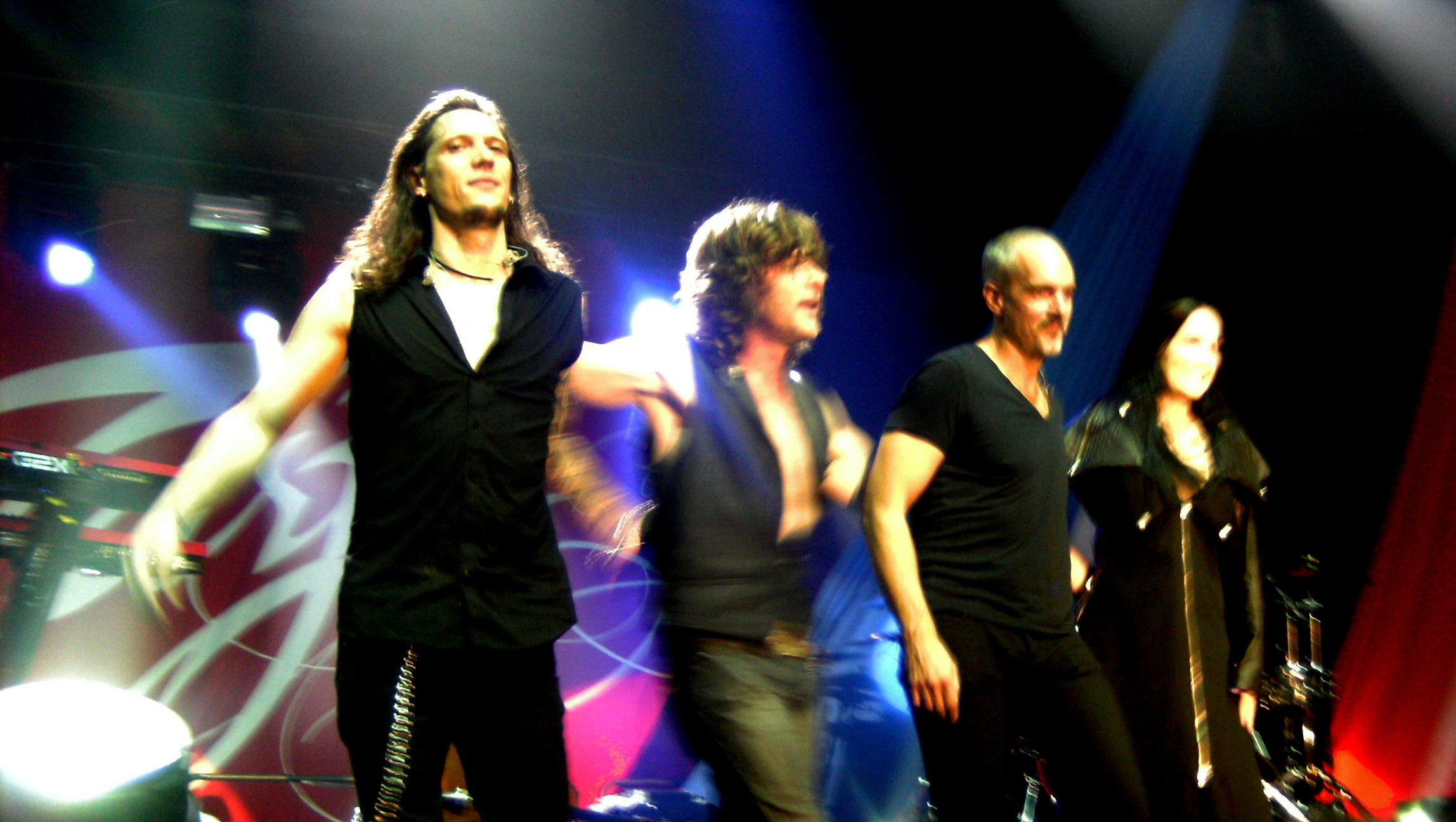
Tarja Turunen et son groupe à la fin de son concert à Bratislava, en Slovaquie, lors du Colours of the Dark World Tour.

En mai 2013, Tarja Turunen annonce que son 4e album solo s'appelle Colours in the Dark et est prévu pour le 30 août. Le 31 mai, la chanson Never Enough sort comme teaser,. L'album est promu par la sortie des singles Victim of Ritual et 500 Letters qui sortent accompagnés de clips vidéos,. À sa sortie l'album se classe dans 14 pays et arrive en 5e place des charts finlandais, en 6e place des charts allemands, en 8e place des charts polonais et en 7e place des classements tchèques ; l'album devient disque d'or en République Tchèque et une récompense lui est offerte lors de son concert au Masters of Rock en 2016. En septembre de la même l'année, Turunen annonce sa participation sur la chanson Paradise (What About Us?) du groupe néerlandais Within Temptation. Le morceau sort le 27 septembre et est compris dans l'EP portant le même titre et dans l'album Hydra,.
En janvier 2014, elle révèle, à travers son blog, être en studio pour enregistrer quelques chansons pour son projet Outlanders en collaboration avec Torsten Stenzel et Walter Giardino.
En mai 2014, elle sort le DVD Beauty and the Beat, fournissant des extraits live de trois concerts enregistrés lors du Beauty and the Beat World Tour. Le DVD présente Tarja Turunen et Mike Terrana, à la batterie, accompagnés du Bohuslav Martinu Philharmonic Orchestra. Les chansons des concerts incluent les titres Song to the Moon d'Antonín Dvořák, tiré de l'opéra Rusalka, Kashmir de Led Zeppelin ainsi que la chanson Swanheart de Nightwish, tirée d’Oceanborn, rarement interprétée en concert. La même année, en juillet, Left in the Dark sort comme EP avec des versions alternatives des morceaux de Colours in the Dark ainsi qu'une version studio de Into the Sun.

#### Ave Maria – En Plein AiretThe Shadow Self(2015-2018)

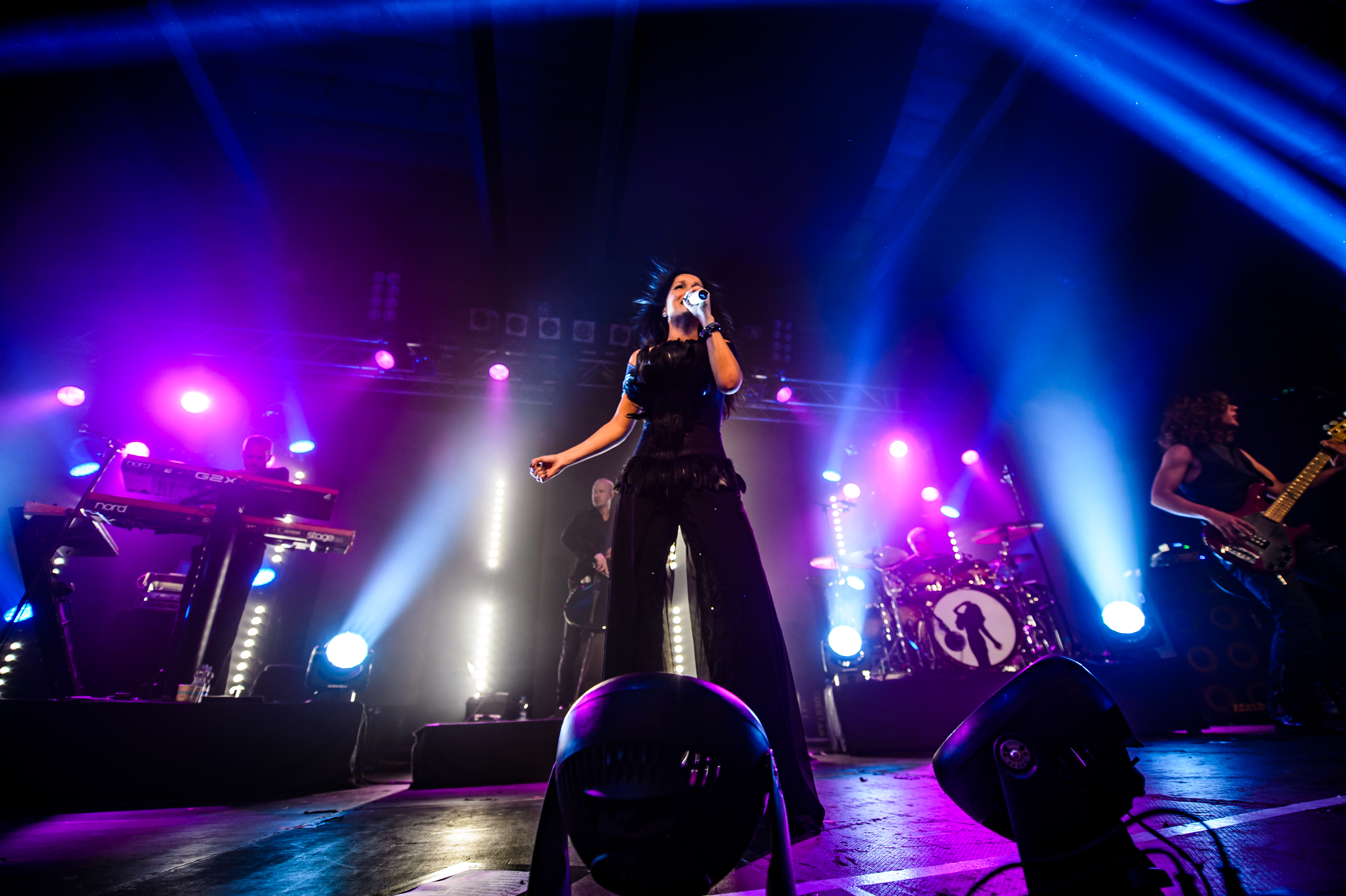
Tarja Turunen durant The Shadow Shows en 2016.

Le 22 juillet 2015, earMUSIC, le label de la chanteuse, annonce que Turunen sortira le 11 septembre son cinquième et premier album de musique classique, Ave Maria – En Plein Air,. L'information est suivie les 6 et 13 août par un teaser et un clip vidéo où la chanteuse interprète l’Ave Maria de Paolo Tosti. L'album est composé de 12 versions de la prière Ave Maria mise en musique par des compositeurs comme Gounod, Bach ou Vavilov,. Ave Maria – En Plein Air est enregistré à l'église de la Croix des plaines à Seinäjoki et a pour invité l'organiste Kalevi Kiviniemi,. L'album arrive dans 20 classements spécialisés pour la musique classique.
Le 17 octobre 2015, Tarja Turunen interprète deux nouvelles chansons tirées de son prochain album : No Bitter End et Goldfinger, qui, pour la dernière, est une reprise de la chanson titre du film éponyme de James Bond. Le 14 mars 2016, la chanteuse annonce que le nom de son sixième album est The Shadow Self et révèle par la même occasion la pochette et la date de sortie de l'album,. Elle explique avoir « de nouveau durement travaillé avec Tim Palmer afin de créer les sons les plus lourds de sa carrière pour ce quatrième album rock », que l'album s'inspire du concept du Yin et Yang et de la part d'ombre contenu en chacun d'entre nous,,. Entre-temps, la chanteuse annonce une « grande surprise » à ses fans : la sortie d'un album parallèle, The Brightest Void, avant celui déjà annoncé. Turunen explique avoir enregistré trop de chansons qui lui sont chères et qu'un seul album n'est donc pas suffisant pour les partager. Pour elle, The Brightest Void représente la lumière et The Shadow Self les ténèbres. The Shadow Self sort le 5 août 2016 et contient un duo avec la chanteuse Alissa White-Gluz, du groupe de death metal Arch Enemy,. Trois singles sont tirés de l'album : No Bitter End, Innocence et Demons in You,,.
Le 17 novembre 2017, Turunen sort son deuxième album de chant de Noël, From Spirits and Ghosts (Score for a Dark Christmas). Le 8 décembre, elle publie une version à but caritatif de la chanson Feliz Navidad afin d'aider les habitants de Barbuda, une île sévèrement touchée par l'ouragan Irma. Le titre inclut de nombreux chanteurs invités comme Doro Pesch, Tony Kakko (Sonata Arctica), Simone Simons (Epica), Cristina Scabbia (Lacuna Coil) ou encore Floor Jansen (Nightwish) et Sharon Den Adel (Within Temptation).
Le 17 décembre 2017, lors du Raskasta Joulua (traduisible en anglais par Heavy Christmas), concert de metal symphonique de Noël qui a eu lieu à Hämeenlinna en Finlande, Turunen interprete l'Ave Maria de Schubert en compagnie de Marco Hietala, bassiste de Nightwish. Il s'agit de la première fois en douze ans que les deux musiciens se retrouvent sur scène,.
Le 27 juillet 2018, la chanteuse fait paraître Act II, son troisième album live. Le concert est enregistré au Metropolis Studio à Londres ainsi qu'au Teatro Della Luna à Milan durant sa tournée The Shadow Shows. Pendant les deux concerts, la soprano alterne entre les morceaux qui ont fait son succès et deux medleys, l'un composé de quatre chansons de Nightwish et l'autre avec certaines de ses chansons arrangées de façon acoustique.

#### In the Raw(depuis 2019)

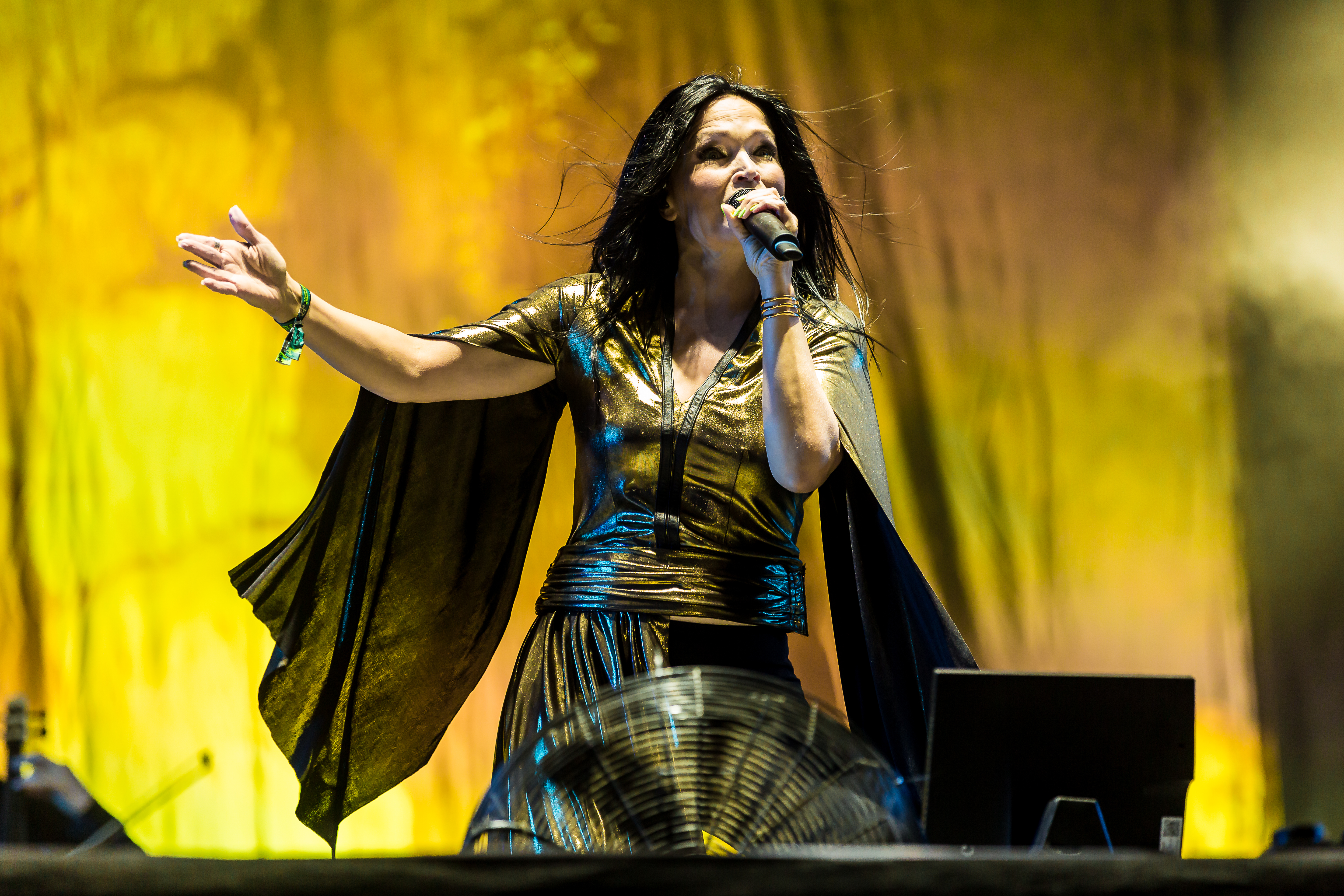
Tarja Turunen au Rockharz Open Air en 2022.

Au printemps 2019, Turunen annonce la sortie de son huitième album, In the Raw, prévu pour le mois d'août 2019. Les thèmes abordés sont annoncés comme très personnels, justifiant le titre de l'album (In the Raw pouvant être traduits par « à l'état brut »). Un premier single, Dead Promises, est mis en ligne sur YouTube le 30 avril 2019. Il est suivi par les singles Railroads et Tears in Rain, sorti respectivement les 21 juin et 9 août 2019,. L'album sort le 30 août 2019,. Pour cet album, la chanteuse s'associe avec Björn Strid, Tommy Karevik et Cristina Scabbia. Le 7 septembre 2019, Turunen ouvre le concert d'Evanescence en Slovaquie.
Les 21 et 23 janvier 2020, Tarja Turunen organise deux grands concerts, un à Prague en Tchéquie et l'autre à Bucarest en Roumanie. Pour ces shows, qui sortiront en DVD, la chanteuse décide de chanter les plus gros succès de sa carrière solo. Pour l'occasion, elle s'accompagne de seize musiciens invités, dont son frère Toni Turunen, Clémentine Delauney de Visions of Atlantis et Chiara Tricarico (ex-Temperance). Le premier concert appelé A Night in Prague a lieu dans la Maison municipale de la ville. Le second a lieu au Circul Metropolitan à Bucarest et est filmé en vidéo immersive,,. Une partie du Raw tour 2020 est annulée à cause de la pandémie de Covid-19. Pendant le confinement mondial causé par l'épidémie, la chanteuse participe à la série de concerts virtuels appelés Together at Home,.
Le 6 novembre 2020, Turunen sort un album live de Noël, Christmas Together: Live At Olomouc And Hradec Králové 2019, qui est accompagné d'une réédition de son album From Spirits and Ghosts (Score for a Dark Christmas). Le live est réalisé et enregistré fin 2019 et début 2020.
Tarja Turunen enregistre pour Primal Fear une seconde version de leur morceau I Will Be Gone, chanson déjà présente sur l'album Metal Commando. Le single sort le 9 avril 2021. Le 19 juin 2021, la chanteuse publie Singing in My Blood, sa première autobiographie, où elle partage l'histoire de sa carrière.
Le 26 novembre 2021, la chanteuse annonce la sortie de Closer to the Sky, premier single de son projet Outlanders en collaboration avec Torsten Stenzel. Outlanders est un projet mélangeant la musique électronique et la voix classique de Turunen. Leurs chansons ont été enregistrées lors des dix dernières années dans l'île d'Antigua aux Caraïbes,. Leur premier album, Outlanders, le 23 juin 2023.

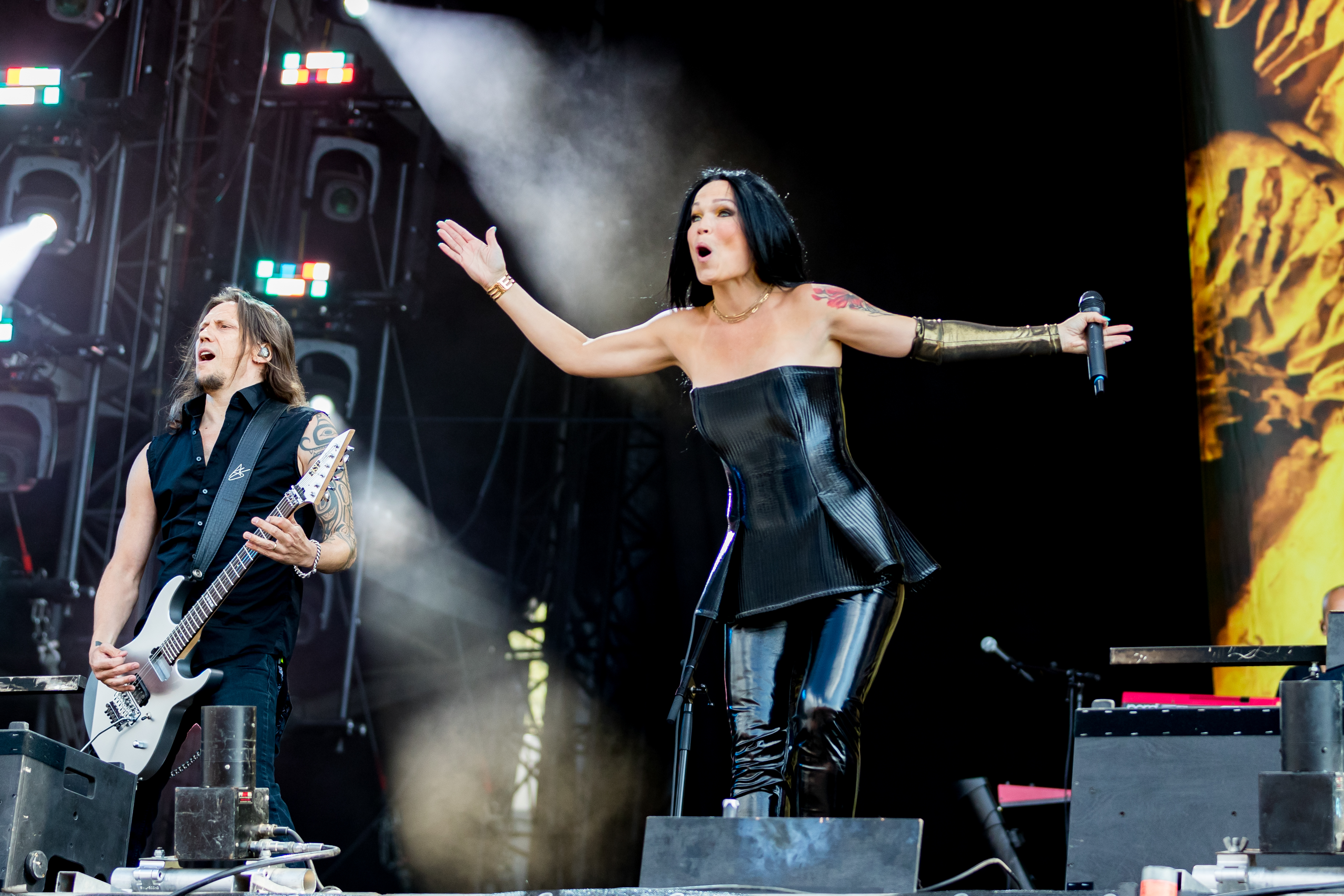
Tarja Turunen au Wacken Open Air en 2022.

Dans une interview réalisée le 15 août 2022, la soprano révèle travailler sur deux albums pour 2023. Elle annonce plus tard que la musique écrite pour un de ses albums sera « assez lourde »,. Le 2 décembre 2022, Turunen publie Best of: Living the Dream une compilation, contenant un morceau inédit appelé Eye Of The Storm et le DVD Circus Life, pour fêter ses quinze ans de carrière solo,. En février 2023, Crewish, groupe formé par l'équipe technique de Nightwish, publie un album de reprises du groupe où Turunen réenregistre et chante avec Tapio Wilska le morceau Dark Chest Of Wonders, tiré de Once. Le 10 avril, elle annonce réaliser un concert spécial avec Marco Hietala, ancien bassiste de Nightwish, aux Z7 Summer Nights à Pratteln en Suisse,. Lors de la performance les deux chanteurs interprètent ensemble pour la première fois depuis dix-huit ans la chanson The Phantom of the Opera,. Le 11 août 2023, Turunen publie l'album acoustique live Rocking Heels: Live at Metal Church, enregistré à l'église metal du Wacken Open Air en 2016, qui contient des reprises de groupe comme Metallica ou Rammstein, ainsi que des titres de sa carrière,.
Le 10 novembre 2023, la chanteuse sort Dark Christmas, son troisième album de reprises de chant de Noël, qui sert de suite à From Spirits and Ghosts (Score for a Dark Christmas) (2017). Cette fois la chanteuse décide de réarranger quelques morceaux de pop musique comme All I Want For Christmas Is You de Mariah Carey ou Last Christmas de Wham!. Pour ce nouvel opus, Turunen s'entoure d'un orchestre et d'une chorale d'enfants,.
En mars 2024, la chanteuse réalise une série de concerts avec Marco Hietala, où le duo reprend certains titres de Nightwish, avant d'annoncer leur collaboration sur le single Left On Mars (qui sera présent sur le prochain album de Hietala),. Une tournée européenne collaborative est annoncée en septembre. Entre septembre et décembre 2024, Turunen est invité à chanter sur plusieurs dates du Bleed Out Tour de Within Temptation.

## Vie privée

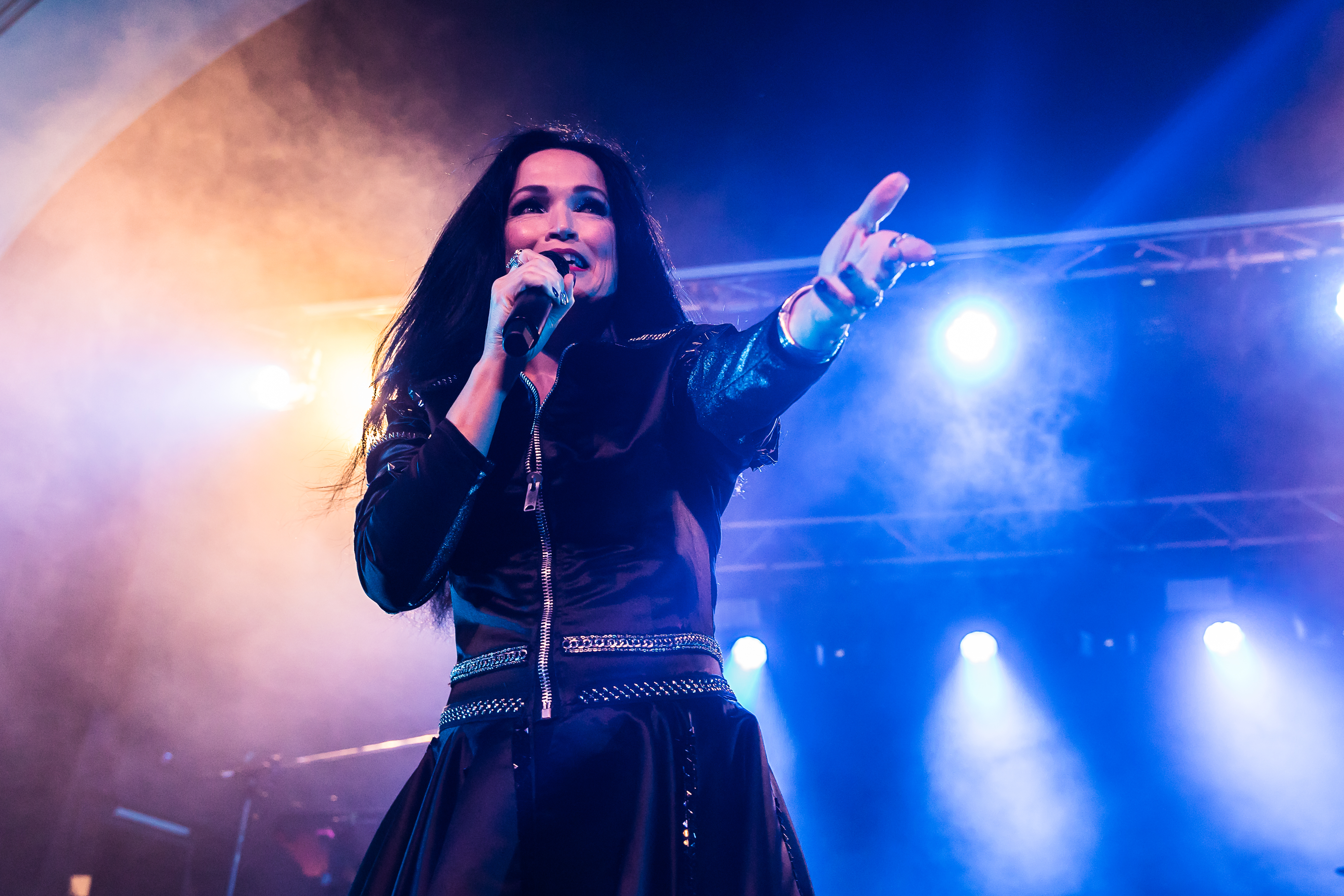
Tarja Turunen lors du Living The Dream Together Tour en 2024.

Tarja Turunen épouse l'homme d'affaires argentin Marcelo Cabuli le 31 décembre 2002, mais à la suite du World Tour of the Century de Nightwish le mariage est célébré en juillet 2003. Ils ont en 2012 une fille appelée Naomi Eerika Alexia Cabuli Turunen,. Ils vivaient à Buenos Aires mais ont dû déménager en Europe car, comme l'explique la chanteuse dans une interview avec RocKiller parue en 2016, cela lui était plus pratique pour faire ses tournées, qui ont principalement lieu en Europe, et parce que leur fille devait aller à l'école l'année suivante. En 2017, elle vit en Andalousie, dans le sud de l'Espagne.
En 2018, la chanteuse est victime d'un accident vasculaire cérébral et révèle l'incident en 2021 dans Singing in My Blood, sa biographie. Dans une interview avec Metal Hammer, Turunen déclare que l'AVC a eu un effet psychologique sur elle et qu'il lui a fallu plus d'un an pour s'en remettre,.
La fortune personnelle de la chanteuse est estimée entre un et cinq millions d'euros en 2020. La chanteuse préfère cependant garder un style de vie modeste.

## Voix

### Développement

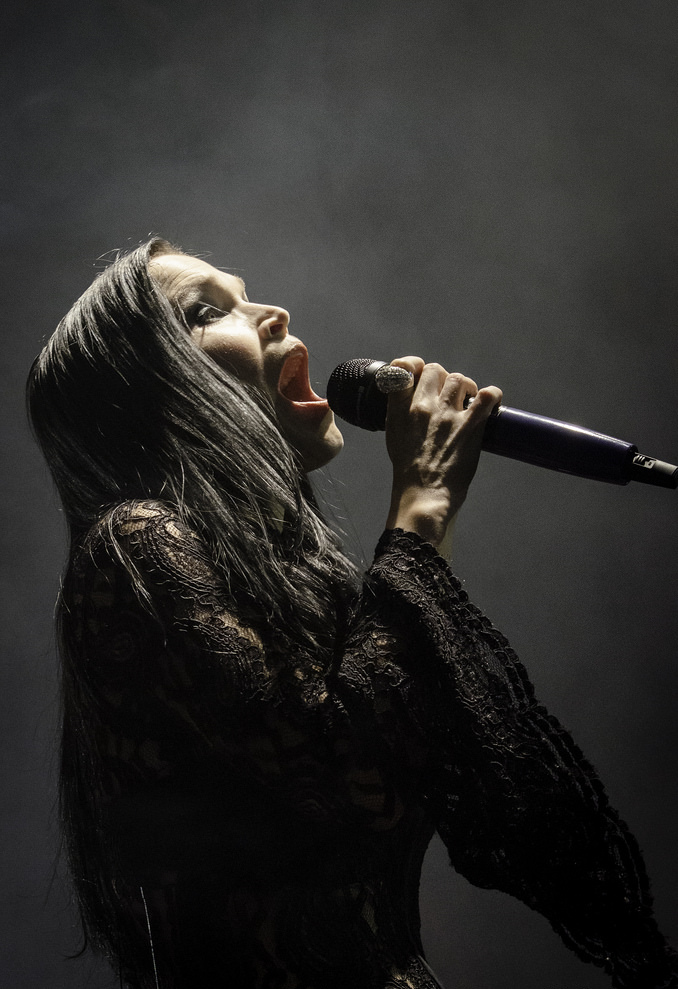
Grâce à ses nombreuses études Tarja Turunen a su développer une technique vocale classique variant sur trois octaves.

Tarja Turunen commence sa formation classique vocale à 17 ans, en parallèle à ses études à l'école de musique de Savonlinna. Elle étudie ensuite la musique à l'Académie Sibelius, avec une spécialisation en musique religieuse,. En raison de ses engagements avec Nightwish, elle est contrainte d'interrompre ses études universitaires.
De 2001 à 2003, elle étudie à l'académie de musique allemande Hochschule für Musik Karlsruhe, où elle suit une formation de soliste avec une spécialisation en mélodie. Turunen demande initialement une formation de chanteuse en chorale. Lors de l'audition, elle attire l'attention de la professeure Mitsuko Shirai, qui l'encourage à postuler à une formation de soliste,.
En tant que chanteuse lyrique, Turunen chante avec une technique vocale classique. Elle explique qu'à ses débuts chez Nightwish, il était difficile pour elle de combiner les techniques de chant classique avec le son metal de manière à lui donner toute sa liberté d'action sans endommager ses cordes vocales. Les techniques classiques l'ont aidée à bien maitriser sa voix, et d'en jouer plus librement. Elle décide cependant de ne pas suivre de formation supplémentaire pour le chant pop/rock.
Vers le début des années 2000, la combinaison des riffs de guitares saturées avec une voix principalement féminine, souvent avec des influences classiques, attire beaucoup l'attention dans la scène metal. Ce nouveau style musical que propose Nightwish atteint rapidement une popularité critique et commerciale,,,. Ce nouveau style de metal symphonique est bientôt surnommé « opéra metal ».
Bien que Turunen ne se considère pas comme une chanteuse d'opéra, elle en a chanté de nombreux airs, notamment au festival d'opéra de Savonlinna. Elle souligne avoir encore besoin d'une formation spéciale pour chanter parfaitement un opéra entier sans utiliser un micro et que, pour elle, chanter de l'opéra ne peut être considéré que comme un projet parallèle.

Lorsqu'on lui demande comment l'association entre l'opéra et le metal a pu surgir, la chanteuse déclare que malgré les différences évidentes des deux genres, les deux styles de musique présentent de nombreuses similitudes : 

« Les deux scènes sont très similaires. Il y a beaucoup de gens qui n'iraient jamais à un opéra et il en va de même pour le metal. Mais dans les deux cas les vrais fans sont incroyablement fidèles. Et les deux styles restent explosifs et expriment de fortes émotions. »

— Tarja Turunen, Metal Hammer interview, juillet 2002
Depuis le premier album de Nightwish, Angels Fall First (1997), les critiques décrivent la voix de Turunen en utilisant des adjectifs tels que « angélique » ou « valkyrienne »,. L'image de la valkyrie va ensuite être favorisée par le deuxième vidéoclip du single Sleeping Sun dans lequel la chanteuse marche sur un champ de bataille comme si elle guidait les guerriers décédés au combat.
Sur les albums suivants, ses techniques de chant sont plus complexes. Sur Oceanborn (1998) sa formation classique est beaucoup plus exploitée ; notamment sur la chanson Passion and the Opera où Turunen interprète un staccato coloratura rappelant l'air Der Hölle Rache kocht in meinem Herzen, chanté par la Reine de la nuit dans l'opéra La Flûte enchantée de Mozart. Sleeping Sun exige une technique de respiration bien plus entraînée. Turunen explique dans une interview que lors de l'enregistrement d’Oceanborn, elle avait de sérieux doutes sur ses capacités, craignant de ne pas encore avoir le niveau pour maîtriser les techniques de chant que Tuomas Holopainen exigeait,.
La reprise de Over the Hills and Far Away de Gary Moore (2001) représente un défi d'un autre genre, car la chanson exigeait une voix plus grave, bien en dessous de la gamme vocale d'une soprano moyenne. Dans une interview avec le magazine Breakout, Tarja Turunen rapporte qu'en studio, les autres membres du groupe étaient en proie à de nombreux fous rires alors qu'elle essayait de faire ses échauffements vocaux.

Pour l'album Century Child (2002), à la suite d'une demande de Tuomas Holopainen, elle expérimente une voix plus « rock » tout en gardant sa technique de chant classique, mais, par exemple en chantant avec moins de vibrato. La chanteuse n'est pas totalement convaincue d'avoir réussi la transition vers ce nouveau style, jusqu'à l'album Once (2004) : 

« Je me suis sentie très à l'aise avec Once parce que j'avais déjà essayé de changer ma façon de chanter avec Nightwish pour Century Child, car Tuomas me l'avait demandé et les chansons le demandaient aussi… Cela a été un travail difficile que je n'ai pas réussi à faire pour Century Child, je n'étais pas très contente du résultat. Sur Once, tout était plus naturel, comment je chantais et ce que je chantais. Mais comme je l'ai dit, ça a été un travail vraiment dur parce que je suis une chanteuse classique depuis dix ans, donc il m'était difficile de tout recommencer à zéro et de penser à chanter avec un nouveau style. Bien sûr, je chante toujours avec mes techniques classiques car je ne chante jamais avec ma pauvre voix parlante, je n'en suis plus capable. »

— Tarja Turunen, Metal Temple interview, octobre 2004
.
Cette voix « rock » plus travaillée sur Once — ainsi que sur la chanson In the Picture de l'album Into the Light — est accueillie par la critique comme un changement rafraîchissant,.

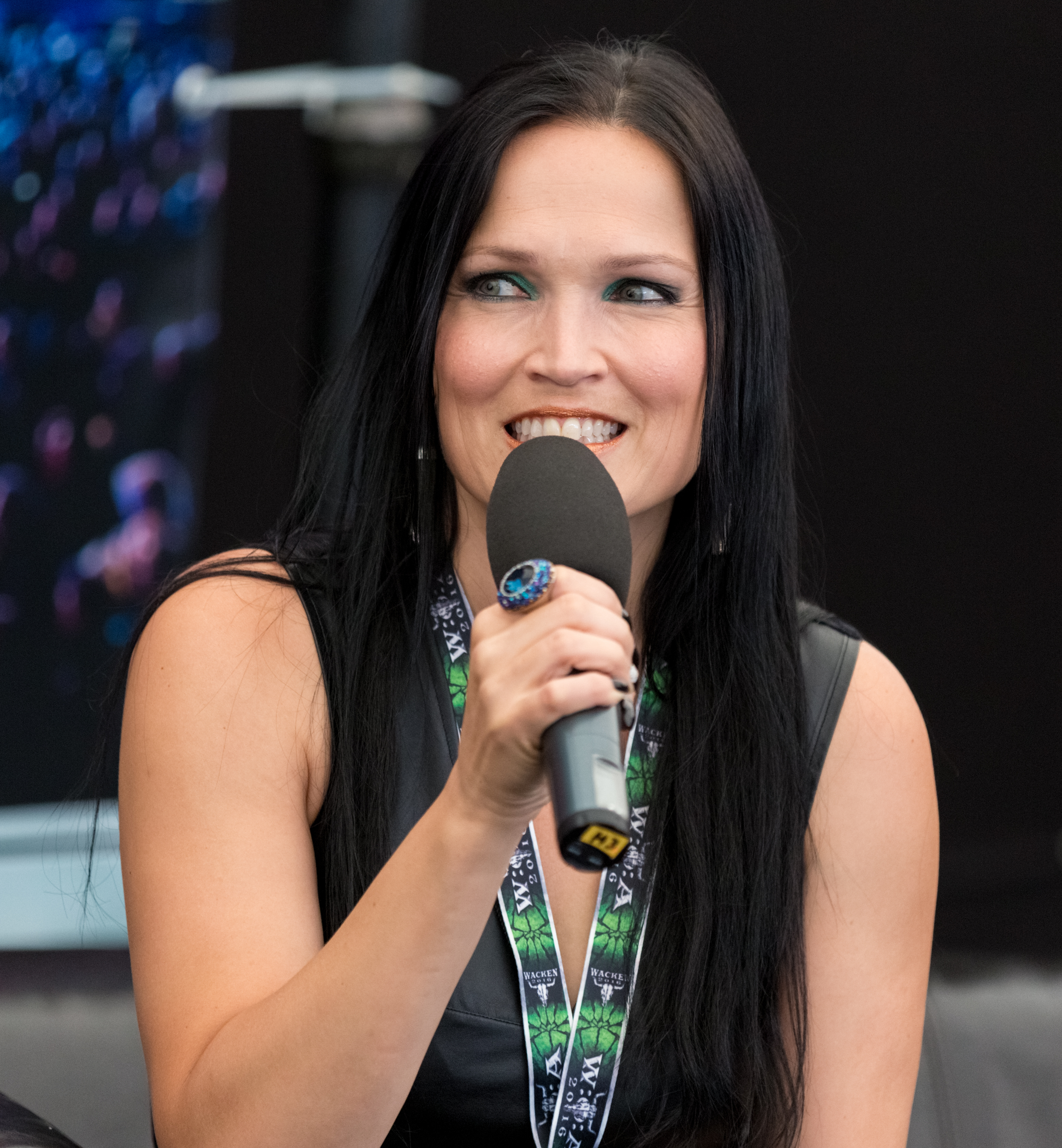
Turunen lors d'une interview au Wacken Open Air en 2016.

Son premier album solo, My Winter Storm (2007), contient de nombreuses chansons aux influences rock et metal tandis que d'autres ressemblent à des compositions classiques. Turunen utilise à la fois sa voix classique et sa voix rock. Dans de nombreux morceaux, elle commence avec une voix rock, puis passe sur des mélodies plus entraînantes pour finir sur une voix classique : 

« La voix classique de Tarja vole courageusement au-dessus des sons orchestraux et des guitares saturées. Tel un phénix renaît de ses cendres, […] elle se relève encore et encore pour chanter des mélodies plus entraînantes, parfois animées par des chœurs féminins à plusieurs voix. »

— Frank Rauscher, Teleschau – der Mediendienst, critique de My Winter Storm
.

Dans une interview, elle explique que My Winter Storm est le premier album où elle a eu la chance d'utiliser toute sa palette vocale : 

« Maintenant que je peux utiliser toute ma palette vocale, c'est très agréable. Je n'ai jamais chanté aussi bas que sur l'une des chansons de ce nouvel album. Et il y a aussi une chanson où je suis montée vraiment très haut ! J'ai vraiment utilisé de nombreuses gammes pour cet album — environ trois octaves — parce que les humeurs changent pour chaque une d'entre elles et elles ont toutes besoins d'être reflétées. »

— Tarja Turunen, interview du magazine Kerrang! en septembre 2007.

### Étendue vocale

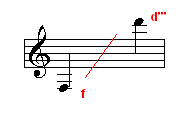
Étendue vocale de Tarja sur My Winter Storm (F _{3} à D _{6}).

Tarja Turunen est une soprano. Durant sa carrière, elle a développé une étendue vocale sur trois octaves.

Sa tessiture est la mieux mise en valeur sur son album My Winter Storm, dans lequel la note la plus basse chantée est dans la chanson The Seer où elle descend sur un F 3, tandis que, dans une autre chanson, elle monte en D 6. 

« J'ai chanté dans un répertoire de mezzo-soprano pendant de nombreuses années et à cause de cela, et encore aujourd'hui, j'ai un registre qui se trouve assez bas pour une soprano lyrique. Aujourd'hui, je ne me vois plus comme une soprano lyrique légère. »

— Tarja Turunen – article du blog du 1er mars 2009

## Réception et influence

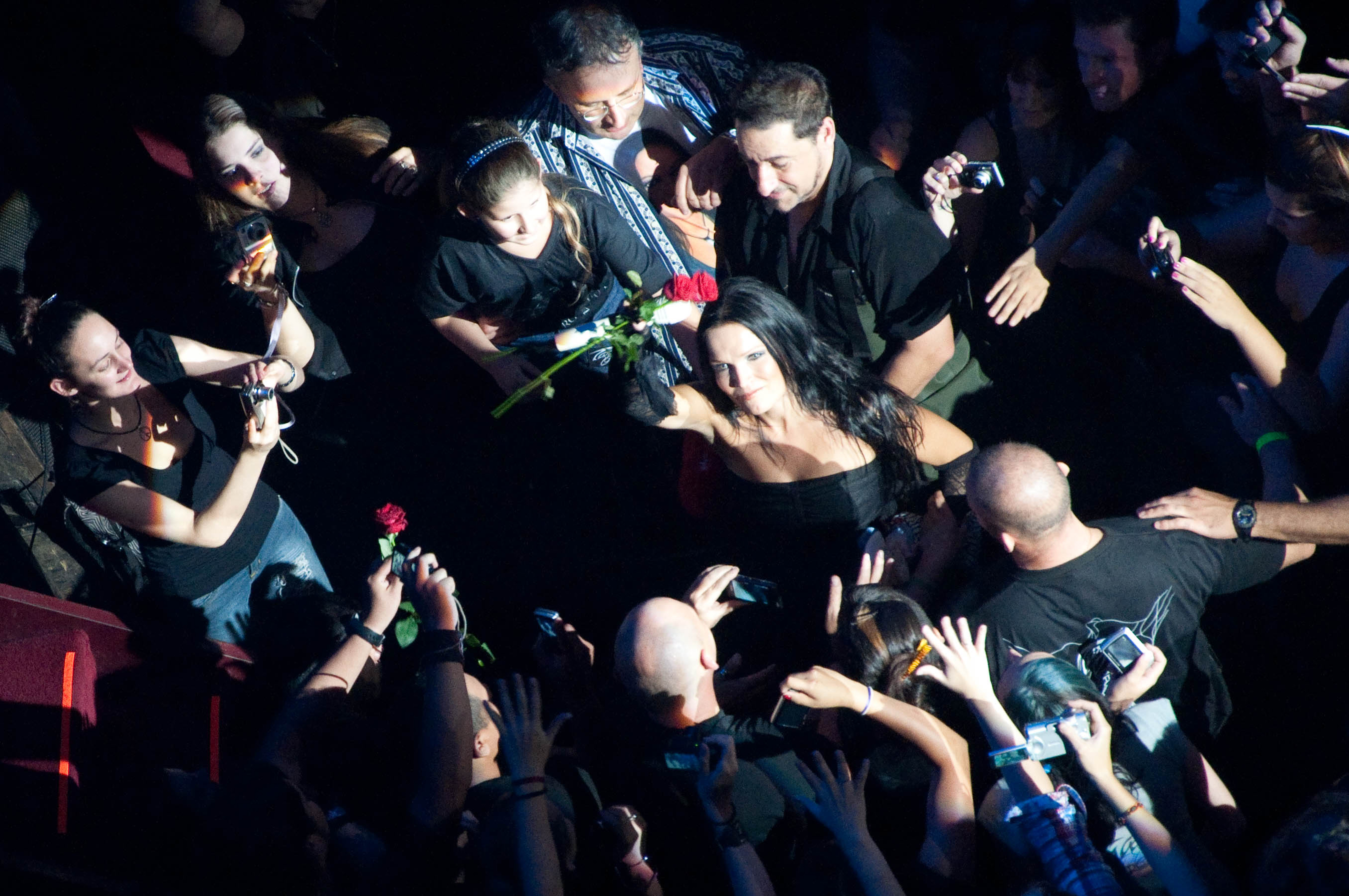
Durant sa carrière, Tarja Turunen est devenue une des chanteuses les plus respectées de la scène metal et a inspiré de nombreux autres artistes.

Les critiques décrivent la voix de Tarja Turunen comme étant remarquablement puissante et émotionnelle,,. Parfois, certains d'entre eux disent que sa voix est trop travaillée ou lyrique pour la musique metal, mais même les critiques qui ne sont pas forcément amateurs des voix classiques admettent que sa voix convient très bien à ce genre musical. Beaucoup d'entre eux ajoutent qu'elle chante exceptionnellement bien,.
Jusqu'à la fin de leur collaboration en 2005, la voix de Turunen était la marque de fabrique de Nightwish. Elle était considérée comme étant le visage et la voix du groupe tandis que le leader, Tuomas Holopainen, en est l'âme. La chanteuse est souvent vue comme étant la clé du succès de Nightwish. Elle est respectée par les autres musiciens de son milieu et a eu une influence sur le travail de certains ; par exemple, Simone Simons d'Epica la nomme comme la personne qui l'a le plus inspirée tout en lui donnant envie d'étudier le chant lyrique et de l'utiliser dans un groupe de metal,.
L'essentiel de l'attention médiatique dont Turunen fait l'objet provient d'Europe, et en particulier chez elle en Finlande, en décembre 2003 lorsqu'elle est invitée par la présidente Tarja Halonen à célébrer le jour de l'indépendance finlandaise au palais présidentiel avec d'autres célébrités de son pays. L'événement est retransmis, comme chaque année, en direct par la Yle, une radio-télévision publique. En décembre 2007, elle interprète différentes versions de l'hymne national finlandais, Maamme, accompagnée par le Tapiola Sinfonietta, pour célébrer le 90e anniversaire de l'indépendance de la Finlande. Le concert est télévisé par la société de radiodiffusion finlandaise et est regardé par environ deux millions de téléspectateurs . En décembre 2013, Tarja Turunen est invitée à chanter à l'événement Christmas Peace dans la cathédrale de Turku en présence du président finlandais Sauli Niinistö. Le concert est diffusé la veille de Noël sur la Yle TV1. Au cours de sa carrière solo, Tarja Turunen a vendu plus de 100 000 disques certifiés en Finlande, ce qui la place dans son pays parmi les « cinquante meilleures solistes féminines qui ont le plus vendu ».
En Europe, sa popularité se limite principalement à la scène hard rock et metal. Elle bénéficie d'une plus grande visibilité le 30 novembre 2007, lorsqu'elle est invitée à ouvrir le combat d'adieu de la boxeuse allemande Regina Halmich. Sa performance de I Walk Alone est diffusée en direct par la chaîne de télévision allemande ZDF devant 8,8 millions de téléspectateurs,.
Turunen devient l'une des entraîneuses vedettes de la quatrième saison de The Voice of Finland au printemps 2015 sur Nelonen. Après son succès lors de l'édition 2015, elle est de nouveau choisie pour être l'une des coachs vedettes de l'édition 2016 . Cette même année, pour la journée de l'identité finlandaise, célébrée le 12 mai, la Finlande publie une série de nouveaux émojis symbolisant la culture et l'histoire finlandaises ; un de ces émojis liés à la musique la représente dans son rôle pour l'émission The Voice. Pour la saison 2021 de The Voice of Finland, la chanteuse reprend sa place de coach aux côtés de Michael Monroe et Elastinen.

## Discographie

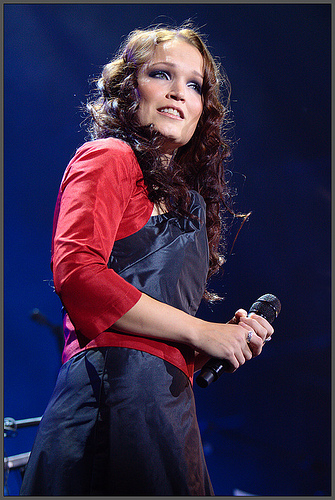
Tarja Turunen lors d'un concert de musique classique en 2009.

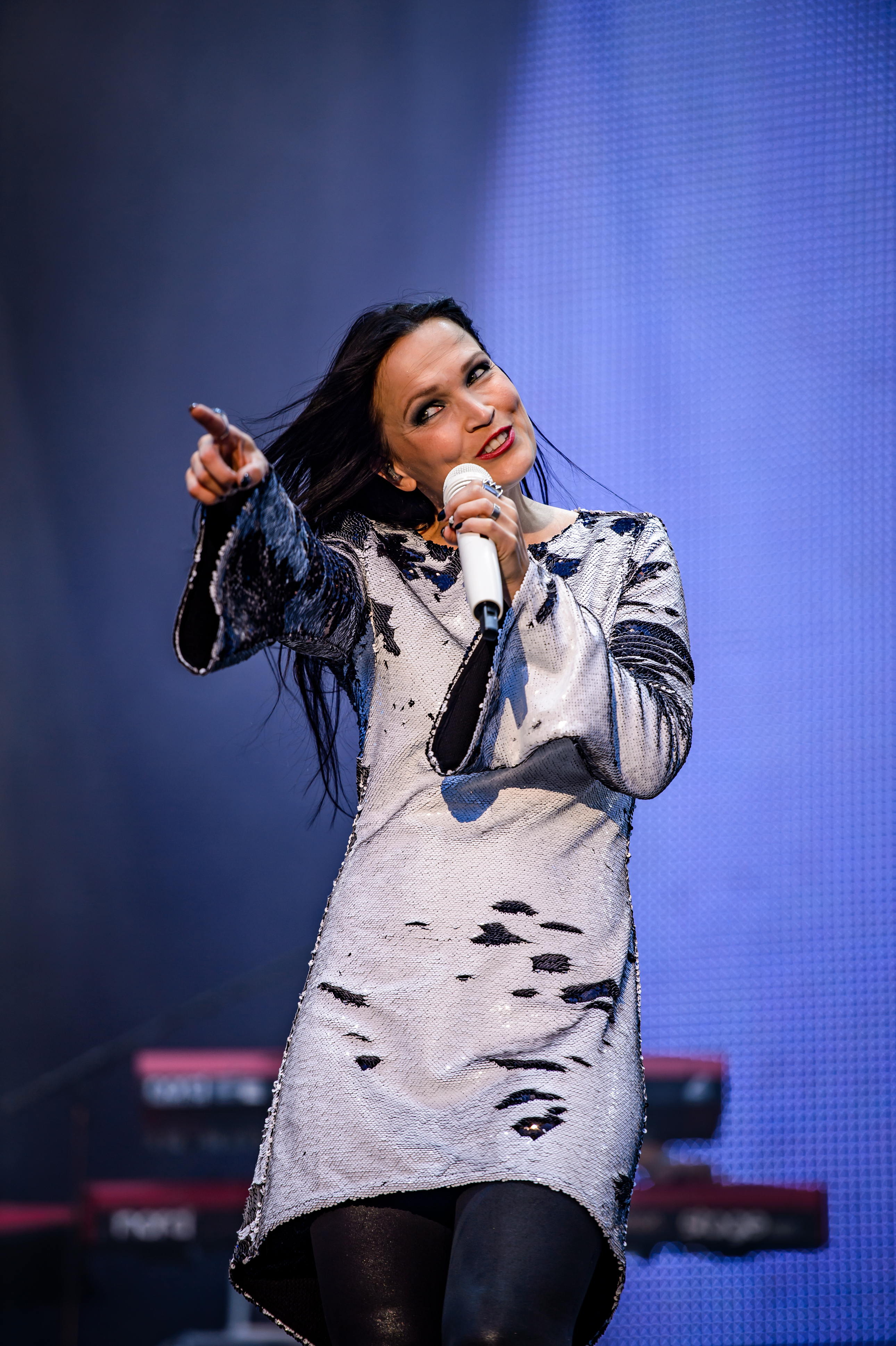
Tarja Turunen au Wacken Open Air en 2016.

### Carrière solo

#### Singles
- 2004 : Yhden enkelin unelma, extrait de Henkäys Ikuisuudesta
- 2006 : You Would Have Loved This, extrait de Henkäys Ikuisuudesta
- 2007 : I Walk Alone, extrait de My Winter Storm
- 2008 : Die Alive, extrait de My Winter Storm
- 2009 : Enough, extrait de My Winter Storm
- 2010 : Falling Awake, extrait de What Lies Beneath
- 2010 : I Feel Immortal, extrait de What Lies Beneath
- 2010 : Until My Last Breath, extrait de What Lies Beneath
- 2011 : Underneath, extrait de What Lies Beneath
- 2013 : Victim of Ritual, extrait de Colours in the Dark
- 2013 : 500 Letters, extrait de Colours in the Dark
- 2016 : No Bitter End, extrait de The Shadow Self
- 2016 : Innocence, extrait de The Shadow Self
- 2016 : Demons In You, extrait de The Shadow Self
- 2017 : An Empty Dream, extrait de The Brightest Void
- 2017 : O Come, O Come, Emmanuel, extrait de From Spirits and Ghosts (Score for a Dark Christmas)
- 2017 : O Tannenbaum, extrait de From Spirits and Ghosts (Score for a Dark Christmas)
- 2017 : Feliz Navidad, extrait de From Spirits and Ghosts (Score for a Dark Christmas)
- 2019 : Dead Promises, extrait de In the Raw
- 2019 : Railroads, extrait de In the Raw
- 2019 : Tears in Rain, extrait de In the Raw
- 2019 : You and I, extrait de In the Raw
- 2022 : Eye Of The Storm, extrait de Eye Of The Storm

#### Projets parallèles
- Savonlinna Taidelukion - Romeo Ja Julia (1995)
- Uotinen & Waltari - Evankeliumi (1999)
- Noche Escandinavia II - A Finnish evening from Buenos Aires Argentina (2004)
- Tarja Turunen & Harus - In Concert - Live at Sibelius Hall (2011)
- Cameo role on Yhtä Kyytiä - Mad Rush (Partners in Crime) Movie (2011)
- Outlanders (Tarja & Torsten Stenzel & Walter Giardino) (2011-à maintenant)
- Beauty and the Beat (Tarja & Mike Terrana + Orchestra and Choir) (2011-à maintenant)
- TBA - le succès de l'album Harus sera suivi par le tout premier album studio classique de Tarja Turunen[214]. (2013)

### Avec Nightwish

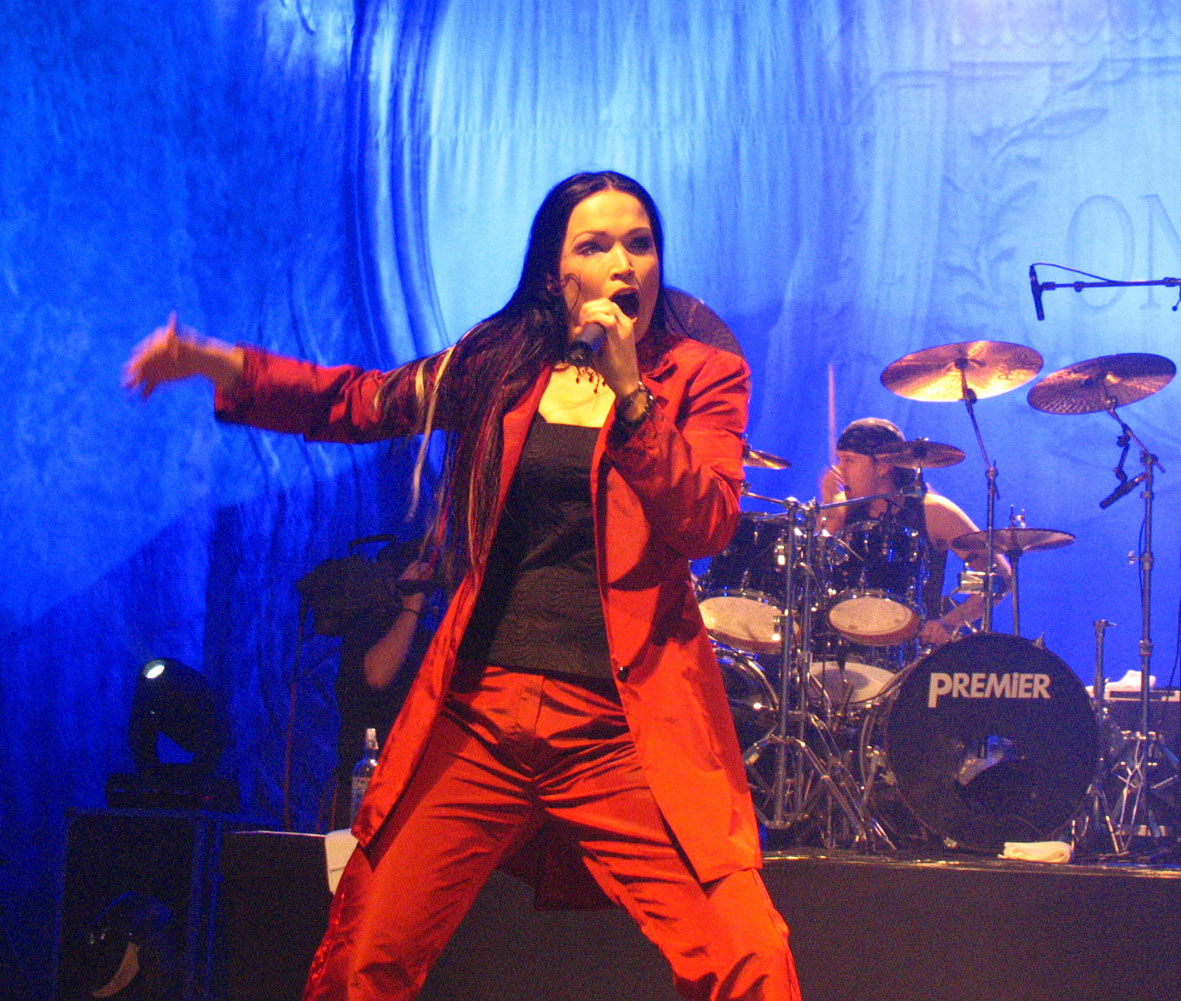
Turunen lors d'un concert avec Nightwish en 2004.

### Autres participations
- WaltariTurunen collabore avec de nombreux artistes comme ici avec Within Temptation sur la scène du Hellfest en 2016.

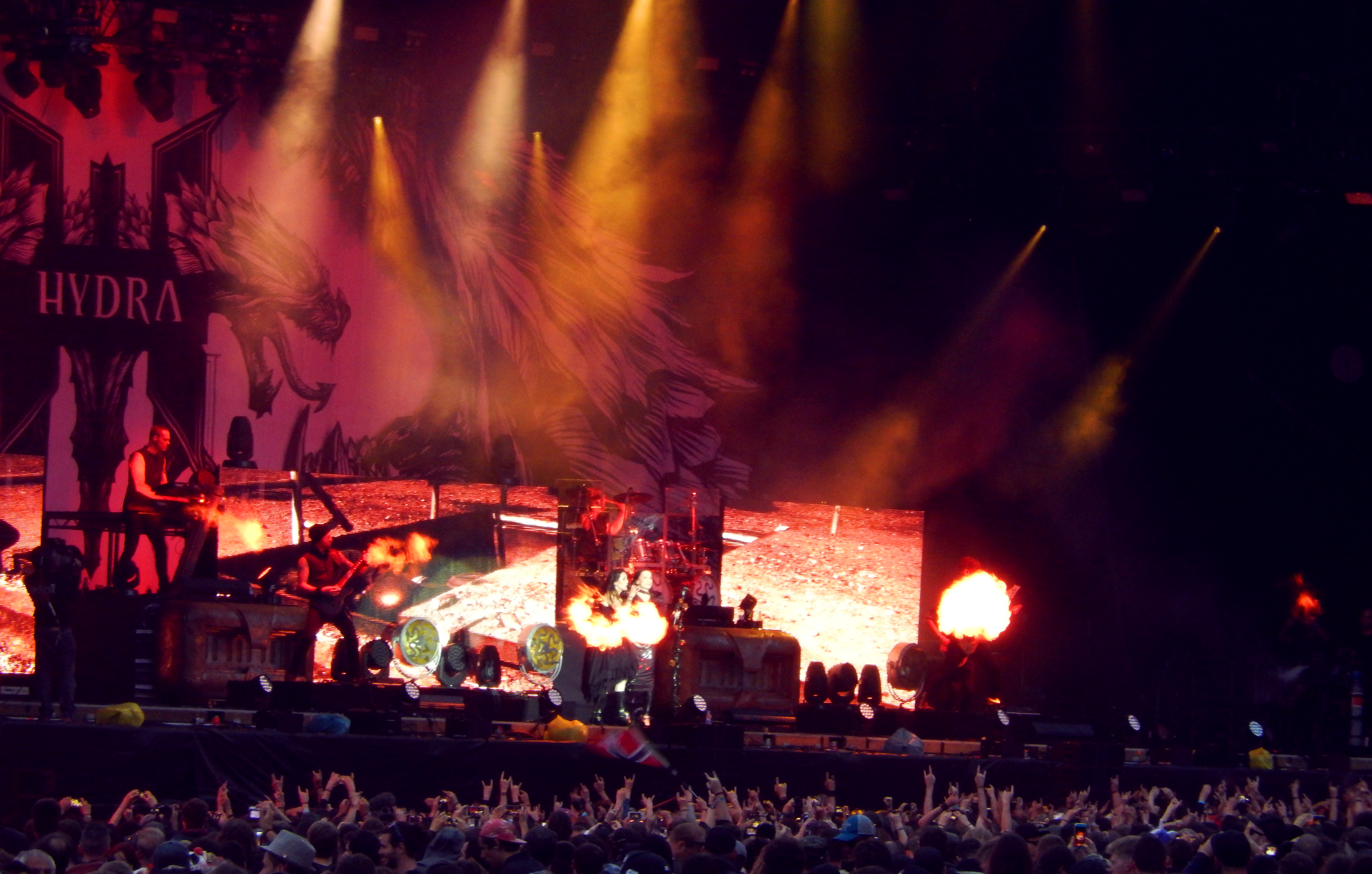
Turunen collabore avec de nombreux artistes comme ici avec Within Temptation sur la scène du Hellfest en 2016.

  - Chant solo sur un morceau du ballet Evankeliumi[21]
- Beto Vázquez Infinity
  - Beto Vázquez Infinity : chant sur Until Dawn (Angels of Light) et Sadness in the Night (en solo), sur Wizard et The Laws of the Future (en duo avec Sabine Edelsbacher) et sur Promises Under the Rain (en trio avec Sabine Edelsbacher et Candice Night)[27]
- Martin Kesici
  - Chant sur Leaving You for Me (en duo avec Martin Kesici)[36]
- Schiller
  - Tag und Nacht : chant sur Tired of Being Alone[76]
- Doro
  - Fear No Evil : chant sur Walking with the Angels (duo avec Doro Pesch)[75]
- Scorpions
  - Sting in the Tail : chant sur The Good Die Young (duo avec Klaus Meine)[80]
- Mike Oldfield & Torsten Stenzel
  - Tubular Beats : chant solo sur Never Too Far[103],[104]
- Within Temptation
  - Hydra : chant sur Paradise (What About Us?) (duo avec Sharon den Adel)[114],[115]
- Lörihen
  - Aún Sigo Latiendo : chant sur Castillos de Papel (duo avec Lucas Gerardo)[215]
- Schandmaul
  - Leuchtfeuer : chant sur Zu zweit allein (duo avec Thomas Lindner)[216]
- Primal Fear
  - I will be gone : chant sur I will be gone (duo avec Ralf Scheepers)[156]
- Marco Hietala
  - Chant sur Left On Mars (duo avec Marco Hietala)[217]

## Certifications

### Disques d'or
- Single Yhden Enkelin Unelma, 2004
  - Disque d'or en Finlande
- Album My Winter Storm, 2007
  - Disque d'or en République Tchèque
  - Disque d'or en Allemagne
- Album Colours in the Dark, 2013
  - Disque d'or en République Tchèque
- Album The Shadow Self, 2016
  - Disque d'or en Russie (5 000 albums vendus)

### Disques de platine
- Album Henkäys Ikuisuudesta, 2006
  - Double disque de platine en Finlande (50 293 albums vendus)
- Album My Winter Storm, 2007
  - Disque de platine en Finlande (28 903 albums vendus)
  - Double disque de platine en Russie